# フィアー・ザ・ウォーキング・デッド
『フィアー・ザ・ウォーキング・デッド』 (Fear the Walking Dead) は、ロバート・カークマンとデイヴ・エリクソンによって創作されたアメリカ合衆国のテレビドラマシリーズ。テレビドラマシリーズ『ウォーキング・デッド』のスピンオフである。

## 概要
ロサンゼルスに住む、高校の進路指導カウンセラーのマディソン・クラーク、そのボーイフレンドで英語教師のトラヴィス・マナワ、マディソンの優秀な娘のアリシア、麻薬中毒の息子ニックからなるぎくしゃくした家族がゾンビによる世界の崩壊を目にする。一家はエルサルバドルからの移民のサラザール家と知り合い、謎の男ストランドの船に乗る。彼らはアメリカとメキシコ国境付近で、変わり果てた世界を生きようとする。
シーズンが進むにつれて当初の中心登場人物たちは、新たな登場人物に置き換わる。シーズン1開始時点でのメインキャストのうち、シーズン8開始時点で残るのは10人中3人のみである。シーズン4以降は『ウォーキング・デッド』からも登場人物が加わる。物語の舞台もカリフォルニアから太平洋上、メキシコ、テキサス、ルイジアナ、オクラホマ、ミシシッピーへ、さらにはジョージアへと移る。
米国での放送
2015年8月23日にAMCで放送が開始された。同年3月9日に、AMCは最低2シーズンを制作することを決定した。2017年6月4日からは16エピソードからなるシーズン3が放送された。それに先んじて同年4月にはシーズン4の製作が発表され、2018年4月15日から放送された。同年7月28日にはシーズン5の製作が発表され、2019年6月2日より放送された。同年7月19日には2020年に放送されるシーズン6の製作が発表され、2020年10月11日より放送された。同年12月3日にはシーズン7の製作が発表され、2021年10月17日より放送されている。同年12月5日にはシーズン8の製作が発表された。最終シーズン8は12エピソードからなり、その前半6話は2023年5月14日より、後半6話は2023年10月22日より放送された。
日本での配信・放送
日本では、Amazonビデオで配信されたのち、FOXチャンネルで週に1エピソードずつ放送されている。2022年9月、全シーズンがAmazonビデオから削除されたが、同年12月に再配信された。
| シーズン | Amazon配信開始 | FOX放送開始    |
| -------- | -------------- | -------------- |
| 1        | 2015年9月24日  | 2016年9月12日  |
| 2        | 2016年4月15日  | 2017年6月12日  |
| 3前半    | 2017年10月13日 | 2018年7月9日   |
| 3後半    | 2017年10月20日 | 2018年7月9日   |
| 4前半    | 2018年7月28日  | 2019年7月1日   |
| 4後半    | 2018年11月2日  | 2019年7月1日   |
| 5前半    | 2019年9月5日   | 2020年10月12日 |
| 5後半    | 2020年8月30日  | 2020年10月12日 |
| 6        | 2021年9月2日   | 2021年11月4日  |
| 7前半    | 2021年12月14日 | 2022年11月10日 |
| 7後半    | 2022年6月3日   | 2022年11月10日 |
| 8前半    | 2023年7月5日   | 未定           |
| 8後半    | 2023年11月14日 | 未定           |
ゾンビの呼称
ゾンビの名称は、『ウォーキング・デッド』ではリックたちのグループが主に「ウォーカー」を用いているが、本シリーズでは一定していない。作中では、ネイティブ・アメリカン居留地の指導者である「ウォーカー」という名前の登場人物が存在するため、混乱を避けるために以下では「ゾンビ」を用いる。

## あらすじ

### シーズン1
ロサンゼルス近郊が主な舞台となり、ゾンビの登場時を描く。ロサンゼルス近郊に住む麻薬常習者のニック・クラークは、麻薬使用中に友達が他の人間を食い殺すのを目撃する。ニックの母のマディソンとそのボーイフレンドのトラヴィス・マナワは、ニックの話を調べるうちに奇妙な出来事に遭遇していく。やがて殺しても動き続ける人間が次々と現れはじめ、同時に無法者達の暴動が起き、トラヴィスの元妻ライザと息子クリスは助けにきたトラヴィスと共に、理容店を営むダニエル・サラザールの家に避難する。一行は暴動地区からの脱出に成功するが、その際にダニエルの妻グリゼルダが重傷を負ってしまい、クラーク家で一夜を明かす。3家族は街を逃げ出そうとするが、州軍が一帯を封鎖する。
封鎖された町は軍の監視下に置かれ、文明が崩壊しかけていく最中、感染者に噛まれた人間もまた感染することが判明していく。その為、軍は外部にいる感染者も非感染者も無差別に殺し、ニックとグリゼルダは治療が必要だと軍に連れ去られ、ライザは看護師として同行する。高熱を出したニックは地下牢へ監禁され、グリゼルダは敗血症で死に、州軍は潜在的な危険となる住民を皆殺しにして撤退しようとする。兵士を拷問して軍の計画を知ったダニエルは、妻を取り戻す為にスタジアムに閉じ込められた感染者を解き放ち、軍基地はパニックに陥る。囚われていたニックを助けた新たな仲間ストランドと共に一行は街から逃げ出すが、拷問を受けた兵士の報復でオフェリアが腕を撃たれ、ライザは脱出の際に感染者に噛まれ、元夫の手により葬られる。

### シーズン2
太平洋上とメキシコが主な舞台となる。一行はストランドの船"アビゲイル"に乗り、襲撃者に遭いながらも船はメキシコに着く。軍が西海岸の主要都市を焼き払ったと聞かされる。メキシコでは生存者たちが共同体を作って暮らしている。ダニエルは燃え落ちる建物の中で姿を消す。トラヴィスは異常な行動を見せ始める息子クリスを見守るために一行から離れ、ニックもまた別行動をとる。残りの一行はホテルの生存者のグループに加わって一時安定を得る。息子と離れたトラヴィスも再び合流するが、クリスの死を知って暴力をふるい、マディソンとアリシアとともにホテルを追われる。ストランドはホテルに残る。ニックは共同体の一つに迎えられてルシアナと知り合い、グループを率いて北へ向かい国境を超える。オフェリアも単独でアメリカに再入国する。

### シーズン3
アメリカとメキシコの国境付近が主な舞台となる。トラヴィス、マディソン、アリシアはアメリカに入ってニックと合流し、凶暴なトロイと温厚なジェイクのオットー兄弟に会い、オットー家の牧場に向かう。一行はオットー家とウォーカーという男の率いるネイティブ・アメリカンの集団との抗争に巻き込まれ、トラヴィスは死ぬ。ウォーカーの集団にはオフェリアが加わっており、安住の地を求めるマディソンが仲介して二つの集団は牧場で共存するが、好戦派のトロイは追放される。生き延びていたダニエルは国境の南のダムに居場所を見つけてストランドを救い、貴重な水を求めて来たマディソンとも再会する。トロイはゾンビの群れを牧場に連れ込んで崩壊させ、ジェイクは死ぬ。オフェリアは感染し父親に始末される。ストランドは裏切ってダムに襲撃者を引き入れる。牧場崩壊を知ったマディソンはトロイを殺す。ストランドはクラーク家を救おうとするが果たせず、ニックがダムを爆破して一家は散り散りになる。

### シーズン4
シーズン3から数年が経過し、テキサスを舞台とする。『ウォーキング・デッド』シーズン8でリックらのグループから別れたモーガンが登場し、恋人を探すガンマンのジョン、装甲車に乗るビデオジャーナリストのアルシアと出会って仲間になる。ニック、アリシア、ストランド、ルシアナのグループと遭遇して争いになる。過去の、ダム爆破後のマディソンのグループの行動が回想される。グループは野球場に共同体を建設するが、"ハゲタカ"と呼ばれるグループに襲われ、マディソンは自分を犠牲にして仲間を救う。現在、ニックのグループはハゲタカに復讐しようとするが、ハゲタカのスパイの少女チャーリーがニックを殺す。残った3人とモーガンのグループは和解する。
嵐が来て、グループは散り散りになる。アリシアはニックを殺したチャーリーを許す。モーガンは生存者に補給品を配るウェンデルとサラの兄妹に会う。補給品を配る人々を、ゾンビの顔に文字を書いて連れて歩く女マーサが殺して回る。やがてアリシア、ストランド、ルシアナ、チャーリー、ジョン、アルシア、モーガン、ウェンデル、サラからなるグループはデニム工場に結集し、生存者たちを助ける活動をすることにする。

### シーズン5
グループは生存者たちを助ける活動をするが、ガソリンを求めるローガンのグループが敵となる。ローガンの助けを求める声に騙されて、グループの一部は飛行機で救出に向かい放射能汚染地域の中に不時着する。その隙にローガンはデニム工場を乗っ取る。アルシアはヘリコプターを運用する市民共同体軍(CRM)のイザベルに遭遇する。一行は妻シェリーを探すドワイト、メルトダウンを起こした原発の元従業員グレース、そして子供たちに出会ってグループに加え、飛行機を修理して原発の更なるメルトダウンから逃れて戻る。ダニエルがグループと再会して加わる。
グループは油田をめぐってローガンらと争いになる。バージニア率いる集団"開拓者"はローガンのグループを全滅させ、油田とルシアナを手に入れる。グループは合流を強制する"開拓者"から逃げ回った末に従う。モーガンは重傷を負って取り残される。

### シーズン6
テキサス州とオクラホマ州を舞台とする。"開拓者"はモーガンのグループを分散して仲間に加える。モーガンは傷を癒しながら一人で"開拓者"と闘い続け、逃げ出してきた仲間と合流して元ダムの谷に共同体を築く。ストランドは"開拓者"内で出世して支持者を広げ、やがてバージニアと対立して"開拓者"を乗っ取る。ドワイトの妻シェリーは、バージニアに対抗する仮面の男たちの集団に加わる。ジョンはバージニアの妹、実は娘のダコタに殺される。ジョンの妻ジューンがバージニアを殺す。グレースは死産する。アルシアは市民共同体軍(CRM)のイザベルを探す。
「終わりは始まり」とのスローガンを掲げるカルト集団の"ホールディング"が、"開拓者"やモーガンの共同体の敵となる。ジョンの父で元警察官のジョン・ドリー・シニアが現れ、連続殺人犯のテディが"ホールディング"を率い、全生存者の抹殺を企んでいると警告する。潜入したアリシアは捕らえられ、テディの後継者に指名される。テディは潜水艦ペンシルバニアから複数の核弾頭を持つ核ミサイルをテキサス州中に発射する。テディを始めとするホールディングのメンバーやダコタは死ぬ。モーガンの仲間たちはバラバラに核爆発を生き延びる。アルシア、ウェス、チャーリー、ダニエル、ラビ、サラはイザベルに救われる。

### シーズン7
テキサスは核爆発で荒廃し汚染される。"ストーカー"と呼ばれる集団が人々を脅かす。"パドレ"という安全な場所の噂がささやかれる。ストランドは高層ビル"タワー"で集団を率いて快適な生活を送り、ドリー・シニア、ジューン、ウェンデルを受け入れるも、モーガンと対立する。ドワイトとシェリーは"ダークホース"を名乗り自警団の活動をする。アルシアは、命令に背いて仲間を救ったためにCRMに追われるようになったイザベルとともに去る。モーガンはストランドを毒殺しようとして失敗し、グレースと幼児モーがタワーに入る代わりに助命される。噛まれた片腕を切断し、ホールディングの残党を率いていたアリシアはモーガンに再会し、友人のウィルを殺したストランドに復讐を誓う。
チャーリーは重度の放射能被爆を負い、タワーで暮らすようになる。ドリー・シニアはストランドの右腕となるためにハワードを陥れて殺すが、モーをモーガンに渡して死ぬ。タワーに入っていたウェスがストランドの右腕になる。その他のかつての仲間たちはストランドに対抗して潜水艦に集まり、タワーを攻撃するためにストーカーの残党と組む。潜水艦が放射能汚染され、モーガンはモーを連れて船出する。アリシアは仲間を連れてタワーを攻撃する。ストランドはクレーター内の放射能汚染されたゾンビを誘導してかつての仲間を全滅させようとする。アリシアはストランドと一時和解するも、ウェスは背いてストランドに殺される。タワーには火災が起きる。ストランドを加え、仲間たちは放射能汚染されたゾンビから逃れて船出する。死期の近づいたアリシアは残る。ルイジアナ州で、モーガンは子供を誘拐してパドレに渡していたマディソンにモーを誘拐される。

### シーズン8
7年後、モーガン、グレース、ドワイト、シェリーはジョージア州沿岸の島に本拠を置く共同体であるパドレの一員となっている。パドレはシュライクとクレーンの姉弟に指導され、子供を誘拐して兵に育成し、感染の放射線治療を試す。マディソンは投獄され、ジューンとダニエルはそれぞれパドレに敵対する。
マディソンがモーを連れて逃亡する。ドワイトとシェリーは息子のフィンチをパドレから救出する。シュライクはゾンビに席巻された造船所内のコンテナの物資を入手しようとする。モーガンはグレースを失うもモーを取り戻す。フィンチはシュライクによって感染させられて死に、ドワイトとシェリーは別れる。シュライクは転化した父に噛まれて弟クレーンに始末される。マディソンとジューンはクレーンを追放し、その父の残した座標を入手し、パドレを指導して過去の償いをしようとする。モーガンとモーは旅立つ。
モーガン以外の仲間たちはストランド、ルシアナ、チャーリーに再会する。生きていたトロイは片目を奪ったマディソンを憎み、アリシアを殺したと言う。トロイはパドレの場所を知ろうとし、チャーリーは明かすことを拒んで自殺する。マディソンはトロイを殺す。マディソンはトレーシーがアリシアの子だと言うトロイの嘘を信じ、再び自分を犠牲にしてパドレに侵入したゾンビの大群を一人で始末する。生きていたアリシアが現れ、マディソン、トレーシーとともにロサンゼルスに向かう。仲間たちもそれぞれの道を行く。

## 登場人物

### メイン・キャストの生死
| 登場 | 名前                   | 備考                                   | 1   | 2   | 3   | 4   | 5   | 6   | 7   | 8   |
| ---- | ---------------------- | -------------------------------------- | --- | --- | --- | --- | --- | --- | --- | --- |
| S1   | マディソン・クラーク   | 進路指導カウンセラー                   | 生  | 生  | 生  | 生  | --- | --- | 生  | 生  |
| S1   | ニック・クラーク       | マディソンの息子、麻薬中毒者           | 生  | 生  | 生  | 死  | --- | --- | --- | --- |
| S1   | アリシア・クラーク     | マディソンの娘                         | 生  | 生  | 生  | 生  | 生  | 生  | 生  | 生  |
| S1   | トラヴィス・マナワ     | 英語教師、マディソンのボーイフレンド   | 生  | 生  | 死  | --- | --- | --- | --- | --- |
| S1   | ライザ・オルティス     | トラヴィスの前妻でクリスの母           | 死  | --- | --- | --- | --- | --- | --- | --- |
| S1   | クリストファー・マナワ | トラヴィスとライザの息子、通称クリス   | 生  | 死  | --- | --- | --- | --- | --- | --- |
| S1   | オフェリア・サラザール | エルサルバドル移民、ダニエルの娘       | 生  | 生  | 死  | --- | --- | --- | --- | --- |
| S1   | ダニエル・サラザール   | オフェリアの父で理容店主               | 生  | 生  | 生  | --- | 生  | 生  | --- | 生  |
| S1   | グリセルダ・サラザール | ダニエルの妻                           | 死  | --- | --- | --- | --- | --- | --- | --- |
| S1   | ヴィクター・ストランド | 州軍基地に囚われていた謎の男           | 生  | 生  | 生  | 生  | 生  | 生  | 生  | 生  |
| S2   | ルシアナ               | ティファナの共同体の一員               | --- | 生  | 生  | 生  | 生  | 生  | 生  | 生  |
| S3   | トロイ                 | ジェレマイアの次男                     | --- | --- | 生  | --- | --- | --- | --- | 死  |
| S3   | ジェイク               | ジェレマイアの長男                     | --- | --- | 死  | --- | --- | --- | --- | --- |
| S3   | ジェレマイア           | テキサスの牧場の共同体のリーダー       | --- | --- | 死  | --- | --- | --- | --- | --- |
| S3   | ローラ                 | メキシコのダムの指導者                 | --- | --- | 死  | --- | --- | --- | --- | --- |
| S4   | チャーリー             | 野球場の共同体住民でハゲタカの元スパイ | --- | --- | --- | 生  | 生  | 生  | 生  | 死  |
| S4   | アルシア               | ビデオ・ジャーナリスト                 | --- | --- | --- | 生  | 生  | 生  | --- | --- |
| S4   | ジョン・ドリー         | ガンマン、ジューンの恋人               | --- | --- | --- | 生  | 生  | 死  | --- | --- |
| S4   | ジューン               | 元看護婦、ジョンの恋人                 | --- | --- | --- | 生  | 生  | 生  | 生  | 生  |
| S4   | モーガン・ジョーンズ   | 元アレクサンドリア住人、棒術の達人     | --- | --- | --- | 生  | 生  | 生  | 生  | 生  |
| S4   | サラ                   | 元海兵隊員                             | --- | --- | --- | 生  | 生  | 生  | 生  | --- |
| S5   | グレース               | 原発の元職員                           | --- | --- | --- | --- | 生  | 生  | 生  | 死  |
| S5   | ドワイト               | 失踪した妻を捜す救世主の元メンバー     | --- | --- | --- | --- | 生  | 生  | 生  | 生  |
| S5   | ウェス                 | バイクに乗る生存者                     | --- | --- | --- | --- | 生  | 生  | 死  | --- |
| S6   | シェリー               | ドワイトの妻                           | --- | --- | --- | --- | --- | 生  | 生  | 生  |
| S6   | ダコタ                 | 開拓者の一員の娘                       | --- | --- | --- | --- | --- | 死  | --- | --- |
| S6   | ジョン・ドリー・シニア | ジョンの父親。元警察官。               | --- | --- | --- | --- | --- | 生  | 死  | --- |
| S7   | ハワード               | ストランドの右腕                       | --- | --- | --- | --- | --- | --- | 死  | --- |

### メイン・キャスト
- マディソン・クラーク
  - 演 - キム・ディケンズ、日本語吹替 - 佐々木優子
  - 高校の進路指導カウンセラーのシングルマザー。ニックとアリシアの父親に当たる前夫とは死別しており、トラヴィスとは勤務先の高校で知り合った。自身を犠牲にして家族を守ろうとする。S4では野球場に共同体を築き、自分を犠牲にしてメンバーを守って死んだと思われるも、呼吸器に障害を抱えて酸素ボンベを必要とする体となりS7最後に姿を見せる。パドレのために子供を集める仕事をしたのちに背き、囚われる。パドレでの呼び名はラーク。 (S1-S4、S7-S8)
- トラヴィス・マナワ
  - 演 - クリフ・カーティス、日本語吹替 - 木下浩之
  - 高校の英語教師でマディソンのボーイフレンドでマオリである。銃は嫌うが、ゾンビが現れてからは銃も使用するようになっている。元妻ライザとの子であるクリスとの関係に悩み、ライザの死後さらに悪化する。メキシコでは悪化した関係を修復する為、一旦マディソンらと別れる。 (S1-S3)
  - ヘリコプターで牧場に向かっているとき銃撃される。首に重傷を負ったトラヴィスは、アリシアにヘリに乗る前に噛まれた傷を見せ、自ら飛び降り死亡(S3第2話)。
- ニック・クラーク
  - 演 - フランク・ディレイン、日本語吹替 - 岡井克升
  - マディソンの息子。人当たりが良く初対面の子供にも懐かれる。サバイバル能力に長け、文明が崩壊した世界で誰よりも早く順応していく。ドラッグ中毒者で、人が人を喰らうゾンビをドラッグ吸引後に教会で目撃し、その場から逃げ出すも交通事故に遭う。
  - 薬物、薬剤の知識に長けている。ゾンビの血を浴びることで襲われないことに気付く。チャーリーに撃たれて死ぬ。(S1-S4)
- アリシア・クラーク
  - 演 - アリシア・デブナム＝ケアリー、日本語吹替 - 黒木沙織
  - マディソンの娘で優等生。マットというボーイフレンドが居る。次第に新しい世界に順応し、成長してゆく。片腕を失い、不治の病にとりつかれる。 (S1-S7)
- ライザ・オルティス
  - 演 - エリザベス・ロドリゲス、日本語吹替 - 村松妙子
  - トラヴィスの前妻でクリスの母。看護学校に通うもゾンビに噛まれて死ぬ。 (S1)
- オフェリア・サラザール
  - 演 - メルセデス・メイソン、日本語吹替 - 田中杏沙
  - エルサルバドル移民ダニエルの娘。暴動による混乱で母を失うも、父とマディソンのグループに加わる。メキシコでの火事でマディソン達と脱出するがダニエルとはぐれる。ゾンビに噛まれ父親の手で始末される。(S1-S3)
- クリストファー・“クリス”・マナワ
  - 演 - ロレンツォ・ジェームズ・ヘンリー（英語版）、日本語吹替 - 陣谷遥
  - トラヴィスとライザの反抗的な息子。16歳。複雑な家庭環境の影響か暗く孤独な性格である。文明の崩壊後、父親とのギクシャクした関係や母親であるライザの死で、より一層塞ぎがちになってしまう。メキシコではグループを離れトラヴィスと旅をするも、関係が悪化する一方で最後は父の前から去ってしまう。(S1-S2)
- ダニエル・サラザール
  - 演 - ルーベン・ブラデス、日本語吹替 - 蓮岳大
  - オフェリアの父で理容店主。エルサルバドルからの難民でかつての秘密工作員。暴動の最中、自身の店に避難してきたトラヴィスとクリスに出会う。妻を失い娘と共にマディソンらと行動するようになる。メキシコでは精神を病み、屋敷に火を付け一時行方不明になる。大火傷を負うも生き延びダムで生活していたところ、一人捕われたストランドと再会する。彼に助けを求められるが嘘を見抜き一切信用せず見放す。マディソンにはある程度の信頼を寄せるが、ストランドとは嘘のせいで娘との再会を果たなかったことから、深い確執が生まれる。バザールの一味にダムを襲撃された際、マディソン達を助ける為にストランドに撃たれダムも崩壊し、またも行方が分からなくなる。ゾンビに噛まれた娘を始末する。アリシアらのグループに再会して合流する。痴呆症の兆候を見せ、一時は娘がまだ生きている妄想にとりつかれる。S8ではパドレに奪われた子を取り戻そうとする親を組織している。(S1-S3、S5-)
- ヴィクター・ストランド
  - 演 - コールマン・ドミンゴ、日本語吹替 - 大泊貴揮
  - 州軍基地に囚われていた高級スーツに身を包んだ詐欺師。トムという男の恋人がいる。ニックと同じ檻に入れられ、共に基地からの脱出を図る。彼の所有する海岸沿いの豪邸、クルーズ船・アビゲイル号にマディソンらの一行を招き入れる。マディソン達と次第に友人になる。情に厚い一方で、自己保身に走る狡猾さも併せ持つ。タワーに排他的な共同体を築き安楽な生活を送り、かつての仲間の一部を受け入れるも他は敵となる。アントンと名乗りドイツ人共同体に溶け込む。(S1-)
- アレックス
  - 演 - ミッシェル・アング（英語版）
  - 墜落した462便の生存者。ストランドに瀕死の仲間と見捨てられジャックのグループに囚われる。(S2)
- ルシアナ
  - 演 - ダナイ・ガルシア 、日本語吹替 - 西島麻紘
  - ティフアナの共同体の一員でニックと親しくなる女性。共同体の崩壊後、ニック達と農場の共同体へ合流するが、見限り一人去ってしまう。その後、ニックらと再会しアリシアのグループの一員となる。(S2-)
- トロイ・オットー
  - 演 - ダニエル・シャーマン
  - 牧場の共同体のオットー家の邪悪な末息子。母親から愛されず倫理的な部分が歪んでしまっている。米軍基地でマディソンにスプーンで右目を刺されながらも、共にウォーカーの巣窟と化した基地から脱出し牧場へ移動する。当初は内心マディソンを恨んでいたが、次第に態度を軟化する。ニックとは時折ぶつかりながらも、友情を深めていく。しかし、仲間以外に対する暴力的な面は変わっておらず、先住民との共存を望まず騒ぎを起こし追放され、挙句の果てにウォーカーの大群を誘導し共同体を崩壊へと導いてしまう。数年後、生きていたことが発覚し、再びマディソンたちの脅威となる。(S3、S8)
- ジェイク・オットー
  - 演 - サム・アンダーウッド（英語版）
  - トロイの温厚な兄。トロイや仲間達と米軍基地にいた。マディソン達を殺そうとするトロイらをなだめ、牧場へと導くなど人道的な人物。牧場へ着いてからは、ジェレマイアに代わり、リーダーシップを取るようになる。アリシアと恋人となる。
  - トロイを殺そうとするが、ニックに押し飛ばされ、ウォーカーに噛まれ、腕を切り落とすも亡くなる。(S3)
- ジェレマイア・オットー
  - 演 - デイトン・キャリー（英語版）
  - トロイとジェイクの父で牧場の共同体の指導者。普段は温厚だが、白人至上主義者で極めて自己中心的な人物。彼の過去の行いが先住民達との間に深い遺恨を残すこととなる。(S3)
- ローラ・ゲレーロ
  - 演 - Lisandra Tena
  - ダニエルを助けるメキシコのダムの共同体指導者 (S3)
- アルシア
  - 演 - マギー・グレイス、日本語吹替 - 清水はる香
  - SWATの装甲車に乗り、人々のインタビュー映像を集めるビデオ・ジャーナリスト。食料品や水などの物資を提供する代わりに道すがら出会う人々の「話」をカメラに記録している。道中ジョンやモーガンを助け、グループの一員となる。 市民共同体軍(CRM)のイザベルと知り合い、友情を築く。イザベルとともに去る。(S4-S7)
- ジョン・ドリー
  - 演 - ギャレット・ディラハント、日本語吹替 - 西凛太郎
  - リボルバーを操るガンマン。元警察官で、かつて悪人とは言えど、銃で人を殺めた事で自責に駆られ、辺鄙な田舎の離れ小島にある小屋で生活する。離れ小島に流れ着き怪我を負っていた女性ローラ(ジューン)と恋に落ちるが去られる。彼女を探す道中でモーガンやアルシアと知り合い、アリシアのグループの一員となる。
  - ダコタに殺される。 (S4-S6)
- モーガン・ジョーンズ
  - 演 - レニー・ジェームズ、日本語吹替 - 最上嗣生
  - 精神的に不安定な棒術の達人、『ウォーキング・デッド』からのスピンオフ・キャラクター。徒歩と車を乗り継いで移動しており、道中ジョンと知り合う。当初は誰かと関わるのも拒んでいたが、ジョンに助けられた事や、アルシアやニック達と出会うことで次第に考えが変わり、グループの一員となり指導的な立場となる。 S8ではパドレに加わっている。パドレでの呼び名はナイチンゲール。(S4-)
- ナオミ / ローラ / ジューン
  - 演 - ジェナ・エルフマン、日本語吹替 - 田村千恵
  - マディソンとアリシアがタンクで出会った生存者。元看護婦。当初から他人を警戒するが、マディソン達野球場の共同体に受け入れられてからは、以前いた共同体に食料品や肥料があることを伝える。
  - 肺炎にかかった娘のために抗生物質を探しに行くも間に合わなかった過去がある。以前いた共同体も彼女の娘が原因で壊滅していたため、新たな共同体に加わることを躊躇する。
  - 本名はジューンだが、マディソン達にはナオミと名乗り、ジョンからはローラと呼ばれていた。アリシアのグループの一員となる。一時期はストランドの築いたタワーに住む。 S8では一時パドレのために人体実験をしたのちに背き、一人でパドレと闘っている。パドレでの呼び名はブルージェイ。(S4-)
- チャーリー
  - 演 - Alexa Nisenson、日本語吹替 - 芹沢里桜
  - 野球場の共同体の住民の少女でハゲタカのメルに送り込まれたスパイ。既に彼女の家族は死亡しており、転化した彼女の両親を始末した事をメルから語られる。野球場の共同体にダメージを与え、さらに間接的にマディソンを死に至らしめ、メルの兄弟のエニスを殺したニックを撃ち殺した事からアリシア、ルシアナ、ストランドから強く憎悪されていたが、許されてグループの一員となる。重度の放射能傷害を負い、タワーに入る。
  - トロイにパドレの情報を渡さないために自殺する。(S4-S8)
- グレース
  - 演 - Karen David
  - かつて原子力発電所で勤務していた女。放射線に曝されて死産する。モーガンと恋仲になる。一時期タワーに入る。S8ではパドレの一員となっている。パドレでの呼び名はヘロン。
  - 焼けた家に残っていたウォーカーに噛まれ、放射線治療を試みるも死亡する。 （S5-S8）
- ドワイト
  - 演 - オースティン・アメリオ
  - 『ウォーキング・デッド』からのスピンオフ・キャラクター。かつてモーガンのグループに内通した、元"救世主"のメンバー。妻のシェリーを探す長い旅の中で、半ば正気を失いジョンとジューンに襲いかかるが助けられ行動を共にするようになる。S8ではパドレに加わっている。息子のフィンチの死からシェリーと別れる。パドレでの呼び名はレッドカイト。(S5-)
- サラ・ラビノウィッツ
  - 演 - モー・コリンズ（英語版）、日本語吹替 - 三日尻望
  - ウェンデルの義理の姉妹である白人女性、元海兵隊員。ウェンデルと同様、口は悪いが仲間思いで人々に補給品を配る。アリシアのグループの一員となる。ビールの作り方を学び、実践するがそこまで味は良くない。(S4-)
- ウェス
  - 演 - Colby Hollman
  - バイクに乗り、木に文字を描いて残す生存者。 タワーに入り、ストランドの相棒となる。地下の共同体"ホールディング"に所属した兄弟を殺す。
  - アリシアと和解したストランドに歯向かい殺される。(S5-S7)
- シェリー
  - 演 - クリスティーン・エヴァンジェリスタ
  - 『ウォーキング・デッド』からのスピンオフ・キャラクター。ドワイトの一時期離れ離れになっていた妻。S8ではパドレに加わっている。パドレでの呼び名はスターリング。(S6-)
- ダコタ
  - 演 - ゾーイ・コレッティ（英語版）
  - バージニアの妹。実は娘。
  - テディを殺した後、核ミサイルにより死亡する。(S6)
- ジョン・ドリー・シニア
  - 演 - キース・キャラダイン、日本語吹替 - 中博史
  - ジョン・ドリーの父親。元警官。
  - タワーで暮らすも、モーをモーガンに渡して死ぬ。(S6-S7)

### リカーリング・キャスト

#### ロサンゼルス
- グリセルダ・サラザール
  - 演 - パトリシア・レイエス・スピンドーラ（英語版）
  - ダニエルの妻でエルサルバドルからの難民。トラヴィス達と共に理容店から脱出する際、暴動に巻き込まれて足を負傷する。軍基地へと移送され、治療を受けるもその甲斐なく、敗血症により死亡する。 (S1)
- ベサニー・エクスナー
  - 演 - サンドリン・ホルト
  - 経験豊富な医者。 (S1)
- マット
  - 演 - マエストロ・ハレル（英語版）
  - アリシアのボーイフレンド。アリシアが訪れた際には既に感染していた。(S1)
- アンドリュー・アダムズ伍長 
  - 演 - ショーン・ハトシー
  - オフェリアと交際する軍人。(S1)
- トビアス
  - 演 - リンカーン・A・カステラノス（英語版）
  - ゾンビの出現が世界の破滅だと信じる賢い高校生。 (S1)
- アート・コスタ
  - 演 - スコット・ローレンス
  - マディソンとトラヴィスが勤務する高校の校長。マディソンが戻って来た頃には既に転化しており、彼女の手によって始末される。(S1)

#### メキシコ
- トーマス・アビゲイル
  - 演 - ダグレイ・スコット
  - ストランドの恋人で実業家。感染しておりメキシコで再会したときには、既に瀕死の状態だった。最期はストランドに看取られながら息を引き取る。(S2)
- ルイス
  - 演 - アルトゥーロ・デル・プエルト（英語版）
  - アビゲイルの手下。ストランド達をトムの屋敷へ連れていくために合流する。アビゲイルを占拠したジャックのグループを撃退し、共にメキシコへ向かうも国境で軍と衝突して射殺される。(S2)
- アレハンドロ
  - 演 - ポール・カルデロン（英語版）
  - ティフアナの共同体を率いる薬剤師で、ゾンビの感染に免疫があると称する。しかし、実は免疫などなく、噛まれてマディソンによって始末される。(S2)
- オスカー
  - 演 - Andres Londono
  - ホテルの生存者のリーダーで、ホテルで結婚式を挙げていた花婿。結婚式の最中に花嫁の父親が転化し襲われ妻と多くの友人を失ってしまう。
  - クリスの死で暴走したトラヴィスによって頭に重傷を負い、手術されるも助からずに死亡する。（S2）

#### 国境付近
- エフライン
  - 演 - ジェシー・ボレゴ（英語版）
  - ダニエルを救ったダムに住む男。ダニエルに散髪してもらう。ダムが襲撃された際に撃たれて死亡する。
- クーパー
  - 演 - Matt Lasky
  - 農場に住む、スキンヘッドの兵士。トロイによって連れてこられた群れに巻き込まれて死亡する。
- カレタカ・ウォーカー
  - 演 - マイケル・グレイアイズ（英語版）
  - ネイティブ・アメリカン居留地の指導者。牧場を巡り共同体と諍いを起こす。ジェレマイアに見捨てられ、脱水で死にかけていたオフェリアを保護し、仲間に迎え恋人になる。牧場崩壊後、生き残ったクレージー・ドッグとマディソンのグループと、ダムの共同体へ合流する。バザールのダム襲撃を知り、襲撃前にクレージー・ドッグと去るが、マディソンらを見捨てれずクレージー・ドッグとスナイパーライフルで遠距離から援護する。(S3)
- クレージー・ドッグ
  - 演 - ジャスティン・レイン（英語版）
  - ウォーカーの仲間。牧場崩壊時は多くの仲間がウォーカーに襲われ死ぬ中、アリシアやオフェリアと戦い抜き生き延びる。 (S3)
- プロクター・ジョン
  - 演 - レイ・マッキノン
  - バザールの指導者。ダムの利権を狙い仲間達とダムを襲撃する。 (S3)

#### 野球場周辺
- メル 
  - 演 - ケヴィン・ゼガーズ
  - "ハゲタカ"のリーダーでチャーリーの保護者。野球場の共同体にチャーリーをスパイとして送り込む。
  - 野球場を乗っ取ろうとしていたものの、マディソン達に出し抜かれて野球場を諦める。
  - 元々共同体として牧場で暮らして居たが、山火事によって共同体は壊滅。自身の兄弟と共に他の仲間を見捨てて、バスで生活するようになったことをマディソンに明かす。 (S4)
- ヴィヴ
  - 演 - ローダ・グリフィス
  - 野球場の共同体の住民。(S4,S6)
- コール
  - 演 - Sebastian Sozzi
  - 野球場の共同体の住民。(S4,S6)
- ダグラス
  - 演 - Kenneth Wayne Bradley
  - 野球場の共同体の住民。(S4,S6)

#### テキサス/ミシシッピー/オクラホマ
- ジム
  - 演 - アーロン・スタンフォード、日本語吹替 - 山下直也
  - ビール醸造法を知っている男。病院に避難した際に噛まれる。サラにビールの作り方を教えた後、仲間たちを救うために、自らを犠牲に時間を稼ぐ。 (S4)
- ウェンデル・ラビノウィッツ
  - 演 - ダリル・ミッチェル（英語版）、日本語吹替 - 菊池康弘
  - 車椅子に乗る黒人男性で人々に補給品を配る。サラの義理の兄弟。口は悪いが仲間思いで、ショットガンを主に使う。子供の頃に車に轢かれ脊髄を損傷し歩けなくなる。アリシアのグループの一員となる。タワーに入る。 (S4-)
- マーサ 
  - 演 - トーニャ・ピンキンス（英語版）
  - 謎の黒人女性。ゾンビの顔に文字を書いて僕とし、補給品を他人に配る善意の人々を襲う。文明が崩壊し始めた頃、事故に遭い重傷を負った夫が誰にも助けてもらえず死に歪んでしまう。幾度もアリシア達に襲いかかり、モーガンが手を差し伸ばしても拒絶する。アリシア達に毒を盛り、モーガンを妨害し事故を引き起こしたりするも、最期はモーガンの逆鱗に触れ手錠をかけられたまま見捨てられる。(S4)
- クレイトン（ポーラーベア）
  - 演 - スティーヴン・ヘンダーソン
  - 生存者のために補給品を置く年老いた男。事故を起こし車の中で動けなくなっていた所、ルシアナと出会う。死の間際、自身の願いを叶えてくれたルシアナに感謝し物資の場所が書かれたノートを譲る。(S4)
- イザベル
  - 演 - シドニー・レモン（英語版）、日本語吹替 - 藤貴子
  - 市民共同体軍(CRM)[注釈 1]のヘリコプター操縦士。アルシアと共に去る。 (S5-)
- ローガン（デザート・フォックス）
  - 演 - マット・フリューワー
  - クレイトンの元相棒でガソリン入手手段を探す男。バージニアたちと取引するが、殺される。　(S5)
- ジェイコブ・ケスナー
  - 演 - ピーター・ジェイコブソン
  - チャーリーがたどり着いた教会のラビ。ワインを作ることができる。神への信仰と信者を失っていた。大量のウォーカーにより教会が住めなくなったため、グループに合流する。(S5-)
- テス
  - 演 - Peggy Schott
  - 息子と一緒に地雷原に囲まれた家に住んでいた女性。 (S5)
- バージニア
  - 演 - コルビー・ミニフィー（英語版）
  - グループ”開拓者"の指導者。ジューンに殺される。 (S5-S6)
- ジャニス
  - 演 - Holly Curran
  - モーガンのグループに加わるトムの妹。(S5-)
- エミール・ラルー
  - 演 - Demetrius Grosse
  - モーガンを殺そうとする賞金稼ぎ。モーガンと戦うが殺され、武器や装備は使われる。(S6)
- アイザック
  - 演 - Michael Abbott Jr.
  - レイチェルの夫。エミールに追われるモーガンを匿う。モーガンがエミールを倒した後、亡くなる。 （S6）
- レイチェル
  - 演 - Brigitte Kali Canales
  - アイザックの妊娠した妻。 モーを出産する。モーをモーガンたちのいる潜水艦へ届けるため、自らウォーカーになる。 (S6)
- ローリー
  - 演 - Cory Hart
  - シェリーと行動する仲間の一人。ダニエルたちと共に核爆発から逃れようとするが、実はテディの仲間であることをダニエルに気づかれ、殺される。 (S6)
- テディ
  - 演 - ジョン・グローヴァー
  - 地下の共同体"ホールディング"の指導者。元連続殺人犯で死体保存師。ダコタを騙すが、殺される。 (S6)
- ライリー
  - 演 - ニック・スタール
  - 地下の共同体"ホールディング"の幹部。元潜水艦ペンシルバニア乗員。 (S6)
- ハワード
  - 演 - オミド・アブダヒ（英語版）
  - ストランドのタワーでの共同体の右腕となる元歴史家。ジョン・ドリー・シニアによって殺される。(S6-S7)
- ジョサイア・ラルー
  - 演 - デメトリウス・グロス（英語版）
  - モーガンが殺した賞金稼ぎエミールの双子の兄弟。モーガンと戦うが和解し、仲間になる。 （S7-）
- アルノ
  - 演 - Spenser Granese
  - ストーカーの指導者。(S7)

#### 原子力発電所付近
- アニー、マックス、ディラン
  - 子供達。 (S5)

#### ジョージア州パドレ島
- モー
  - 演 - Zoey Merchant
  - アイザックとレイチェルの娘で、モーガンとグレースの養女。パドレでの呼び名はレン。モーガンと共に旅立つ。 (S8)
- ダヴ(オデッサ・サンダーソン)
  - 演 - Jayla Walton
  - パドレの住人でモーの戦闘術の師。ドワイトを殺そうとするグループに撃たれて重傷を負う。パドレから脱出した後はジューンと共にジョンの家に向かう。 (S8)
- フィンチ
  - 演 - ギャビン・ウォーレン（英語版）
  - パドレの住人で、ドワイトとシェリーの息子。シュライクの手によって、噛まれて感染する。放射線治療によって延命するが、再び発症し、死亡する。 (S8)
- シュライク (百舌鳥) (サム・クレニック)
  - 演 - Maya Eshet
  - パドレの共同指導者の一人。物資の地図を見つけるためにモーを大量のウォーカーがいる貨物線に送り込む。転化した父親に噛まれ、弟と話した後、死亡する。 (S8)
- クレーン(鶴) (ベン・クレニック)
  - 演 - Daniel Rashid
  - パドレの共同指導者の一人でシュライクの弟。シュライクの死後、パドレから離れて暮らす。マディソンとトロイを捕らえて、パドレを取り戻そうとしたが、ウォーカーに喰われる。 (S8)

#### ジョージア州パドレ島周辺
- エイドリアン
  - 演 - Jonathan Medina
  - パドレに連れ去られた娘を探す男。ダニエルによって率いられるグループの一員。娘を見つけるが、すでに転化していたため、彼女に喰われることを選ぶ。(S8)
- ダイアン
  - 演 - Jennifer Christa Palmer
  - ダニエルによって率いられるグループに所属する女性。娘を探している。(S8)
- ラッセル
  - 演 - Randy Bernales
  - トロイの仲間。トロイが不在の間、群れを率いる。ドワイトたちに捕まり、パドレを脱出する際に群れに喰われる。(S8)
- トレイシー・オットー
  - 演 - Antonella Bernales
  - トロイの娘。ホテルから行方不明にになるが、ストランドたちによってパドレに連れて来られる。交渉材料にされるが、ストランドと逃走する。トロイを殺したマディソンを殺そうとするが、失敗する。マディソンとアリシアと共に旅立つ。(S8)

#### ジョージア州ドイツ人共同体
- フランク
  - 演 - Isha Blaaker
  - ドイツ人共同体の一員でアントンとなのるヴィクター・ストランドの夫
- クラウス
  - 演 - Julian Grey
  - フランクの息子でアントン(ヴィクター・ストランド)の義理の息子

## エピソード
| シーズン | シーズン | 話数 | 話数 | 放送期間       | 放送期間       |
| シーズン | シーズン | 話数 | 話数 | 初回放送       | 最終回放送     |
| -------- | -------- | ---- | ---- | -------------- | -------------- |
|          | 1        | 6    | 6    | 2015年8月23日  | 2015年10月4日  |
|          | 2        | 15   | 15   | 2016年4月10日  | 2016年10月2日  |
|          | 3        | 16   | 16   | 2017年6月4日   | 2017年10月15日 |
|          | 4        | 16   | 16   | 2018年4月15日  | 2018年9月30日  |
|          | 5        | 16   | 16   | 2019年6月2日   | 2019年9月29日  |
|          | 6        | 16   | 16   | 2020年10月11日 | 2021年6月13日  |
|          | 7        | 16   | 16   | 2021年10月17日 | 2022年6月5日   |
|          | 8        | 12   | 12   | 2023年5月14日  | 2023年11月19日 |

### シーズン1（エピソード）
アマゾンビデオとFOXで日本語題名が異なっているために以下ではこの順に併記する。
| 通算 話数 | シーズン 話数 | タイトル                                         | 監督                   | 脚本                                      | 放送日        | U.S.視聴者数 (百万人) |
| --- | ------------- | ------------------------------------------------ | ---------------------- | ----------------------------------------- | ------------- | --------------------- |
| 1 | 1             | "パイロット版/異変" "Pilot"                      | アダム・デヴィッドソン | ロバート・カークマン & デイヴ・エリクソン | 2015年8月23日 | 10.13                 |
| ニックは廃墟の教会のヘロイン患者のたまり場で目を覚まし、友達のグロリアが誰かを食べているのを見る。逃げ出したニックは車にはねられて入院する。ニックの母のマディソンとそのボーイフレンドのトラヴィスは、ニックの話は麻薬による幻覚だと医者から聞かされる。トラヴィスは前妻のライザの助けで、反抗的な息子のクリスと仲直りしようとし、教会を見てニックの話を信じる。アリシアは兄ニックの薬物依存症を心配する。高校でマディソンはトビアスのナイフを没収する。トビアスは奇妙な病気が広まっている噂のことを話すが、マディソンは気にしない。その夜、渋滞にはまったトラヴィスとマディソンは銃声を聞く。翌日、昨夜渋滞中に撮られた警官の銃弾をものともしない男の映像が放送され、高校は早めに閉校する。ニックは病院を脱走し、麻薬ディーラーのカルヴィンに会って麻薬が教会で幻覚を起こしたのかを知ろうとする。カルヴィンはディーラーであるという秘密を守るため、ニックを川辺に連れて行って殺そうとする。揉み合いとなりカルヴィンは致命的な傷を追う。マディソンとトラヴィスがその場に来るが、ゾンビとなったカルヴィンが襲いかかり、ニックが何度もトラックで轢いても止められない。3人はカルヴィンがいまだに動くのを見て、恐怖にかられる。 |               |                                                  |                        |                                           |               |                       |
| 2 | 2             | "近くて遠い/生まれる混沌" "So Close, Yet So Far" | アダム・デヴィッドソン | Marco Ramirez                             | 2015年8月30日 | 8.18                  |
| ニック、マディソン、トラヴィスはアリシア、ライザ、クリスを連れて砂漠に逃げようとする。アリシアはボーイフレンドのマットが高熱に苦しんでいることを知る。トラヴィスがやって来てマットの肩の噛み傷に気付き、マットは自分は大丈夫なので行けとアリシアに言う。ニックは禁断症状に苦しみ、マディソンは鎮痛剤を取りに高校に行く。マディソンはトビアスに会い、一緒に食料を集めるが、校長のアートに襲われる。マディソンは何とかアートを殺し、トビアスが正しかったことを知る。クリスはゾンビ射撃により起こった渋滞の中でバスに乗っていたが、警官による射撃に抗議するデモに加わる。トラヴィスとライザがクリスを見つけるが、ゾンビが警官に撃たれて暴動が起きる。3人は住宅を兼ねた理容店に逃れ、サラザール家に助けられる。アリシアは、近所に住むドーソンがゾンビとなり、通りの向かいで人を襲うのを見るが、マディソンは助けに行こうとするのを止める。暴動は激しさを増し、トラヴィス、ライザ、クリス、そしてサラザール家は店に閉じ込められる。 |               |                                                  |                        |                                           |               |                       |
| 3 | 3             | "犬/動かぬ現実" "The Dog"                        | アダム・デヴィッドソン | ジャック・ロギューディス                  | 2015年9月13日 | 7.19                  |
| 暴徒のつけた炎が理容店に迫り、マナワ家とサラザール家は逃げ出すが、グリセルダが足を負傷する。両家はトラヴィスのトラックに乗り病院に向かうが、警察がゾンビと戦うために入ることができない。一行がマディソン宅に着くと、ゾンビと化したドーソンが侵入し、犬を食べている。トラヴィスを襲ったドーソンの頭を、ダニエルが銃で吹き飛ばす。3家族は翌朝に避難すると決める。看護婦のライザはグリセルダの怪我を診て、医者に見せないと死ぬだろうと言う。オフェリアはトラヴィスらと一緒に逃げるべきだと言うが、ダニエルは従兄と共に行動すると言う。翌朝、クラーク家とマナワ家が出発しようとすると、軍がやって来て道路を閉鎖する。トラヴィスは大丈夫だと言うが、ダニエルはもう遅すぎると言う。 |               |                                                  |                        |                                           |               |                       |
| 4 | 4             | "消えぬもの/隔離された街で" "Not Fade Away"      | カリ・スコグランド     | Meaghan Oppenheimer                       | 2015年9月20日 | 6.62                  |
| 州兵が付近を隔離して9日後、住民は普通の生活に戻ろうと努める。だが軍の管理下で緊張は高まり、家に他人がいることとトラヴィスが無関心なことでマディソンはストレスをため込む。クリスはデッド・ゾーンから信号が送られた映像をトラヴィスとマディソンに見せる。トラヴィスはダグを説得して治療を受けさせる。ライザは隣の病人にモルヒネを点滴するが、ニックが横取りする。オフェリアはグリセルダのための薬品を求め、アダムズ伍長と付き合う。マディソンがデッド・ゾーンに信号を送ると、返事が来る。マディソンはフェンスの外に出て、兵士が健康な人々を殺しているのを見る。トラヴィスはダグが神経症のために病院送りになったことを知る。ダニエルはマディソンにエルサルバドルでの経験を話し、入院させると見せかけて病人が連れ去られて殺されたと言う。エクスナー医師の指示で軍はグリセルダとニックを病院に連れて行くが、ニックの家族は抗議する。ライザは息子と離れたくないが、医療チームを助けることを承知する。トラヴィスは屋根の上でデッド・ゾーンからの信号に気付くが、銃撃を聞くと信号が途絶える。 |               |                                                  |                        |                                           |               |                       |
| 5 | 5             | "コバルト/極秘コード" "Cobalt"                   | カリ・スコグランド     | David Wiener                              | 2015年9月27日 | 6.66                  |
| 軍の基地の牢で、ストランドはダグを追い詰め、ダグは泣き崩れて連れ去られる。ストランドは州兵に賄賂を渡して熱のあるニックを救う。オフェリアは母親が連れ去られたことに抗議し、アダムズはオフェリアをなだめて家まで付き添う。マディソンはアリシアを探して隣家の地下に降り、ダニエルがアダムズを捕えて尋問していることを知る。ライザが病院の助けに出かけたためにクリスは荒れ、トラヴィスはライザを連れ帰ると約束する。ライザは病院でエクスナーを助ける。クリスとアリシアは邸宅に忍び込み、酔っ払って荒らす。トラヴィスは州軍を説得して病院に連れて行ってもらおうとする途中でゾンビを撃てと言われるが、果たせない。州軍がゾンビで埋まったビルに入るがほとんどが倒れ、生き残りはトラヴィスをセーフ・ゾーン近くで下ろす。トラヴィスはダニエルがアダムズを拷問したことと、"コバルト"指令のもとで朝になれば全市民を殺して州軍が市から退却することを知る。グリセルダは敗血症で死に、そのゾンビ化を防ぐためにライザは頭を撃ちぬく。ダニエルはアダムズの話を確認するために体育館に行き、2000体のゾンビが閉じ込められていることを確認する。                                                                                                |               |                                                  |                        |                                           |               |                       |
| 6 | 6             | "善者/悲痛の選択" "The Good Man"                 | ステファン・シュワルツ | ロバート・カークマン & デイヴ・エリクソン | 2015年10月4日 | 6.86                  |
| "コバルト"が発令されそうになり、一行はライザ、グリセルダ、そしてニックを救い出して逃げようとする。アダムズは、用済みになったら自分はダニエルに殺されるとトラヴィスに言う。一行は州軍基地に行き、ダニエルは体育館からゾンビの群れを誘導して見張りの注意をひきつける。トラヴィス、マディソン、ダニエル、オフェリアは基地に忍び込み、アリシアとクリスは残る。ストランドとニックが基地から脱走を謀る一方、ゾンビは基地に入りこむ。トラヴィスの一行は囚人を見つけて解放し、ニック、ライザ、ストランドと出会う。病棟を通って逃げようとし、エクスナー医師が全患者を安楽死させたことを知る。エクスナーは脱出路を教えるが、逃げようとしない。アダムズが一行と出くわし、オフェリアの腕を撃つ。怒ったトラヴィスはアダムズを殴り倒して放置する。ストランドは一行を自分の海沿いの屋敷に連れてゆき、ヨットで逃げようとする。海岸で、ライザは脱走中に噛まれたとマディソンに話し、殺してくれと頼む。トラヴィスはクリスを守ると約束し、ライザを撃つ。マディソンは悲嘆するトラヴィスを慰める。 |               |                                                  |                        |                                           |               |                       |

### シーズン2（エピソード）
前半7話放送の後、約3か月の休止期間があった。
| 通算 話数 | シーズン 話数 | タイトル                              | 監督                     | 脚本                                                   | 放送日        | U.S.視聴者数 (百万人) |
| --- | ------------- | ------------------------------------- | ------------------------ | ------------------------------------------------------ | ------------- | --------------------- |
| 7 | 1             | "モンスター" "Monster"                | アダム・デヴィッドソン   | デイヴ・エリクソン                                     | 2016年4月10日 | 6.67                  |
| 軍がロサンゼルスを爆撃する中、一行はストランドのクルーザー"アビゲイル"に乗船する。避難民を乗せたボートに遭遇するが、ストランドは救助を拒否し、サンディエゴに船を向ける。アリシアは無線でジャックと言う男と交信する。一行はライザを水葬するがクリスはトラヴィスを責める。ジャックの船が沈みかけていると聞かされたアリシアは救助を願うが、ストランドは拒否する。クリスは海に飛び込んで泳ぎ、ニックも後を追うが、水に浮かぶゾンビに遭遇する。ニックは沈んだ船の日誌を手に入れ、ストランドは別の船が近づいていると警告する。 |               |                                       |                          |                                                        |               |                       |
| 8 | 2             | "転落" "We All Fall Down"             | アダム・デヴィッドソン   | 原案: Brett C. Leonard & Kate Barnow 脚本: Kate Barnow | 2016年4月17日 | 5.58                  |
| 未知の船から隠れるため、船は島に着岸する。島に住むジョージは、サンディエゴを含む西海岸の大都市はすべて軍隊に焼き払われたと教える。ダニエルはストランドの部屋でサブマシンガンとメキシコへの海図を見つける。ジョージの子の一人と妻は転化し、一行は島を去る。 |               |                                       |                          |                                                        |               |                       |
| 9 | 3             | "ウロボロス" "Ouroboros"              | ステファン・シュワルツ   | Alan Page                                              | 2016年4月24日 | 4.73                  |
| 462便の生存者が海で漂流する。トラヴィスは海に潜ってアビゲイルを修理する。462便の残骸からこぼれた荷物を回収するため、ダニエル、ニック、アリシア、クリスは浜に上陸する。一行はゾンビに襲われるが、ゾンビの血をまとえば襲われない事をニックが見つける。マディソンはストランドがバハ・カリフォルニアの安全な場所に向かっていることを知る。ストランドは生存者をアビゲイルに乗せる事を拒否する。 |               |                                       |                          |                                                        |               |                       |
| 10 | 4             | "通りの血" "Blood in the Streets"     | マイケル・アッペンダール | Kate Erickson                                          | 2016年5月1日  | 4.80                  |
| ニックは泳いで陸に上がり、ゾンビの血を体になすりつけてストランドの指示した家に行き、メキシコ入りを手配するルイスに会う。夜、救命ボートに乗った2人の男と1人の妊婦がアビゲイルに乗り込んでくる。うち一人は以前アリシアと無線で交信していた相手のジャックであることがわかり、彼らは皆を縛って制圧する。ストランドはボートの鍵を持って逃げ海の上を漂う。襲撃者たちの指導者のコナーらがアビゲイルに来て、アリシアとトラヴィスを連れ去る。ニックとルイスの乗ったボートがアビゲイルに来て、襲撃者らを倒す。マディソンがストランドを救出する。 過去のフラッシュバックで、ストランドはバーで知り合った男アビゲイルからクレジットカードを盗む。アビゲイルはストランドの家を突き止め、手下のルイスとともに訪れるが警察に通報せず、二人は恋人になる。 |               |                                       |                          |                                                        |               |                       |
| 11 | 5             | "とらわれの身" "Captive"              | Craig Zisk               | Carla Ching                                            | 2016年5月8日  | 4.41                  |
| 陸に上がった船の中で、ジャックがアリシアに会い、二人で逃げようと言う。牢の中のトラヴィスはコナーの配下となった462便の生存者アレックスに会う。マディソンは、捕えたコナーの弟リードと、トラヴィス、アリシアを交換しようとするが、クリスがリードを殺してしまう。ダニエルの策略で、マディソンは転化したリードに袋をかぶせて上陸してトラヴィスと交換にする。リードはコナーの手を噛む。アリシアはジャックを置いて海に飛び込み、マディソンとトラヴィスによって救われボートで逃走する。 |               |                                       |                          |                                                        |               |                       |
| 12 | 6             | "水を求める鹿のように" "Sicut Cervus" | Kate Dennis              | Brian Buckner                                          | 2016年5月15日 | 4.49                  |
| ストランドはメキシコ軍に通行料を払おうとするが銃撃戦となり、ルイスは死ぬ。一行は上陸してゾンビに襲われ、クリスはマディソンの危機をただ見ているほどの放心状態に。一行は居住地に着き、ルイスの母のセリアに迎えられる。アビゲイルは噛まれて死にかけている。ニックはセリアに、ルイスの最後の想いを伝えると、セリアは「死は終わりではない。」と言う。マディソンは、クリスが心を病んでいるとトラヴィスに言い、口論となる。ダニエルは、セリアがゾンビと化した住民の家族を死者として扱わず、地下に隠していることを知る。マディソンとアリシアが銃声で目覚めると、クリスがナイフを手に立っており、アリシアに出て行けと言われる。銃声は、ストランドがアビゲイルの頭を撃った時のものだった。                                                          |               |                                       |                          |                                                        |               |                       |
| 13 | 7             | "シバ" "Shiva"                        | Andrew Bernstein         | David Wiener                                           | 2016年5月22日 | 4.39                  |
| アビゲイルが殺されたことでセリアは怒り、一行に出て行けと言う。トラヴィスは居住地を飛び出したクリスを追う。ダニエルは悪夢を見始めて奇妙な行動を見せ、幽閉される。ニックがセリアのゾンビと化した息子を連れ帰り、セリアはストランド以外は残ってもいいと言う。マディソンはセリアのニックへの影響を嫌がり、セリアをゾンビのいる地下室に閉じ込める。ニックはトラヴィスとクリスを見つけるが、トラヴィスはクリスと一緒に戻らないと言う。ダニエルは脱出し、居留地に火をつけるが建物に閉じ込められる。ストランドは火事からマディソン、アリシア、オフェリアを連れ出す。ニックは一行に戻らないと言う。 |               |                                       |                          |                                                        |               |                       |
| 14 | 8             | "グロテスク" "Grotesque"              | ダニエル・サックハイム   | Kate Barnow                                            | 2016年8月21日 | 3.86                  |
| ニックは単独でティフアナに向かうが、生存者に襲われて物資を失う。3人の無法者に出くわして荒野の中に逃げ、野犬に足を噛まれる。だがゾンビの集団がやって来て野犬を殺して食べ、ニックは集団に紛れ込む。3人のギャングが再び現れてゾンビを襲い、2人は食われるが1人は逃れる。傷を負うニックは倒れて集団から離れるが再び歩き始め、ルシアナ率いる生存者の集団に受け入れられて治療を受ける。 フラッシュバックでリハビリ施設にいるニックはガールフレンドに父親への不満を口にする。マディソンが来て、父親が交通事故で死んだと聞かされる。 |               |                                       |                          |                                                        |               |                       |
| 15 | 9             | "ロス・ムエルトス" "Los Muertos"      | Deborah Chow             | Alan Page                                              | 2016年8月28日 | 3.66                  |
| ルシアナの共同体では、瀕死の人間を外に出してゾンビに食べさせて人間の壁と呼ぶ。ニックはルシアナと共にギャングの支配する大型店に行き、薬品を水に交換する。ニックは万引きを見つけられ、薬品を約束して助命される。共同体の指導者のアレハンドロは、ゾンビの存在は神から与えられた試練だと言う。一方、マディソン、ストランド、アリシア、オフェリアはアビゲイルに戻るが、既に船は盗まれている。4人は近くのホテルに戻る。マディソンとストランドがバーで酔っ払っている間に、ゾンビが取り囲む。 |               |                                       |                          |                                                        |               |                       |
| 16 | 10            | "入らないで" "Do Not Disturb"         | Michael McDonough        | Lauren Signorino                                       | 2016年9月4日  | 2.99                  |
| フラッシュバックで、ホテルの結婚パーティーで新婦の父親が心臓発作で死んで転化する。ホテルのマネージャーのエレナは宴会場に鍵をかけて客を閉じ込める。現在、アリシアはホテルでオフェリアと離れ離れになり、エレナに助けられる。二人は階下に降り、生き残りの客に鍵を渡す代わりに甥のヘクターを解放させる。三人はゾンビに追われ、マディソンとストランドに出会う。トラヴィスとクリスはメキシコの田舎を旅し、アメリカ人の若者のグループに加わる。グループが農場で物資をあさって農夫と争いになり、クリスは農夫を撃ち殺す。 |               |                                       |                          |                                                        |               |                       |
| 17 | 11            | "パブロとジェシカ" "Pablo & Jessica"  | ユタ・ブリースウィッツ   | Kate Erickson                                          | 2016年9月11日 | 3.40                  |
| マディソンとストランドはホテルの客の生存者のリーダーのオスカーと協力関係を結び、ホテル内の感染者を始末しようとする。アリシアのアイデアで、感染者をまとめて海に誘導して流すことに成功する。オスカーは感染した妻ジェシカを閉じ込めた部屋の鍵をストランドに渡し、ストランドはジェシカを始末する。ニックはギャングに約束した薬品を、アレハンドロと一緒に粉ミルクで水増しする。ニックは弟のパブロが死んで悲しむルシアナを慰め、二人はキスをする。 |               |                                       |                          |                                                        |               |                       |
| 18 | 12            | "塩の柱" "Pillar of Salt"             | Gerardo Naranjo          | Carla Ching                                            | 2016年9月18日 | 3.62                  |
| オフェリアは一人生き延びて合衆国に向かう。ストランドがジェシカの母親に刺されたため、マディソンとエレナは薬品を得るためにギャングの大型店に行く。マディソンは、ニックのことが話されているのを聞き、ニックの注意を引くためにホテルの明かりを灯し、トラヴィスが気づく。ニックのいるコミュニティから脱走者が出たためにアレハンドロは外出を禁止し、ニックは薬品を届けないとギャングが報復すると心配する。 |               |                                       |                          |                                                        |               |                       |
| 19 | 13            | "命日" "Date of Death"                | Christoph Schrewe        | Brian Buckner                                          | 2016年9月25日 | 3.49                  |
| 翌朝、灯りを見た生存者がホテルに押し掛ける。マディソンはその中にトラヴィスを見つけて迎え入れる。フラッシュバックで、トラヴィスは農夫に撃たれたジェームズの傷を縫い、農夫を埋葬する。若者グループはサンディエゴに向かおうとし、回復しないジェームズを殺す。クリスはトラヴィスを置いて若者たちと一緒に去る。現在、トラヴィスはマディソンにクリスと別れたいきさつを話す。マディソンはアリシアに、父親が事故ではなく自殺したことを打ち明ける。 |               |                                       |                          |                                                        |               |                       |
| 20 | 14            | "憤怒" "Wrath"                        | ステファン・シュワルツ   | Kate Barnow                                            | 2016年10月2日 | 3.67                  |
| オフェリアはアメリカ国境に着くが狙撃に遭う。ティフアナではニックがギャングに会い、共同体が住処を明け渡さなければ皆殺しにすると言われ、フランシスコ一家の死体を見せられる。ニックは共同体に戻って警告するが、ルシアナは逃げようとしない。アレハンドロがゾンビ・ウイルスの発症を薬で抑えていたことが分かる。ホテルに押しかけた生存者の中にいた、クリスと行動を共にした若者たちは、クリスが交通事故で死んだと話す。だがトラヴィスはクリスが殺されたことを察して若者たちを殴り殺し、止めようとしたオスカーに怪我を負わせる。 |               |                                       |                          |                                                        |               |                       |
| 21 | 15            | "北へ" "North"                        | Andrew Bernstein         | デイヴ・エリクソン                                     | 2016年10月2日 | 3.05                  |
| トラヴィスに怪我をさせられたオスカーは死ぬ。怒った仲間がトラヴィスを襲い、やむなくアリシアが一人を殺す。トラヴィス、マディソン、アリシアはホテルを脱出し、ストランドは残る。ニックの説得でアレハンドロのグループは密かに居住地から脱出する。翌日ギャングが無人の居住地に入るが、死にかけたアレハンドロが多数のゾンビたちを導きいれる。マディソンらの一行は居住地に来てギャングがゾンビに殺されたことを知る。死にかけたアレハンドロは、ニックが国境に向かったとアリシアに言う。ニックとルシアナはグループを率いて北へ向かい、国境を超えてヘリコプターを見かけ、武装集団に襲われてニックとルシアナは捕えられる。 |               |                                       |                          |                                                        |               |                       |

### シーズン3（エピソード）
前半8話放送の後、休止期間がとられ、2017年9月10日から再開された。
| 通算 話数 | シーズン 話数 | タイトル                                                     | 監督                         | 脚本                                    | 放送日         | U.S.視聴者数 (百万人) |
| --- | ------------- | ------------------------------------------------------------ | ---------------------------- | --------------------------------------- | -------------- | --------------------- |
| 22 | 1             | "その目に映るもの" "Eye of the Beholder"                     | アンドリュー・バーンスタイン | デイヴ・エリクソン                      | 2017年6月4日   | 3.11                  |
| 国境の北でアリシア、マディソン、トラヴィスは民兵に捕えられる。リーダーのトロイ・オットーはアリシアとマディソンを優遇し、トラヴィスは縛られてニックおよびルシアナと一緒に捕えられる。民兵は人々を殺して転化までの時間を測定する。トラヴィスはニックらと逃げ出し、再び捕えられてゾンビの穴に投げ込まれる。マディソンはトロイの目にスプーンを突き刺して人質として逃げ出すが、民兵に囲まれて追い詰められる。そこにトロイの兄ジェイクの率いるグループが到着して全員を救う。ジェイクがトラヴィスを自分たちの牧場に勧誘した時、多くのゾンビが襲いかかる。ルシアナ、アリシア、トラヴィスはジェイクと共にヘリコプターに乗り、マディソンとニックは止むを得ずトロイと一緒の車列に加わって脱出する。 |               |                                                              |                              |                                         |                |                       |
| 23 | 2             | "新天地" "The New Frontier"                                  | Stefan Schwartz              | マーク・リチャード                      | 2017年6月4日   | 2.70                  |
| ヘリコプターが銃撃されて重傷を負ったトラヴィスは飛び降りて死を選び、ヘリコプターは不時着する。トロイの率いる車列はトロイとジェイクの父ジェレマイアが取り仕切る牧場"ブローク・ジョー・ランチ"に迎え入れられる。暫くして、ジェイク、アリシア、ルシアナは歩いて牧場ブローク・ジョー・ランチに戻る。ストランドは自分を医者と偽ってトラブルを解決するが、詐称が発覚したときに備えホテルから追い出される。 |               |                                                              |                              |                                         |                |                       |
| 24 | 3             | "我々の知るこの世の終わり" "TEOTWAWKI"                       | デボラ・チョウ               | Ryan Scott                              | 2017年6月11日  | 2.50                  |
| クラーク家はジェレマイアが指導する共同体に溶け込もうとし、ルシアナは治療を受ける。トロイは嫌がらせを続け、マディソンはジェイクに頼んでやめさせようとする。アリシアは若者の聖書朗読会に誘われ、ゾンビの生首を見ながら麻薬を吸う会であることを知る。ニックはトロイとイノシシ狩りに行く。ストランドは旧知のダンテが支配するダムに着く。牢に捕えられたストランドをダニエル・サラザールが訪れる。 |               |                                                              |                              |                                         |                |                       |
| 25 | 4             | "100" "100"                                                  | Alex Garcia Lopez            | Alan Page                               | 2017年6月18日  | 2.40                  |
| フラッシュバックで、火事の後のダニエルの行動が描かれる。火傷を負ったダニエルはティフアナにたどり着き、エフレインとローラに助けられる。ゴンザレス・ダムで働くようになり、エルサルバドル内戦での経験を買われて、ダムを支配するダンテに仕える。 現在、ダンテがストランド、水泥棒を働いたエフレインとローラを処刑しようとした時、ダニエルはダンテと手下を殺す。 |               |                                                              |                              |                                         |                |                       |
| 26 | 5             | "水に燃え、炎に溺れる" "Burning in Water, Drowning in Flame" | ダニエル・スタム             | Suzanne Heathcote                       | 2017年6月25日  | 2.50                  |
| 牧場で火事が起きて老夫婦が死ぬ。マディソンは共同体に溶け込むため、連絡を絶った仲間を探すトロイの遠征に同行する。遠征隊はひっくり返った囚人護送車の周辺のゾンビの群れを退治する。積み上げられた仲間の焼死体を見つけ、牧場の明け渡しを求めるウォーカーが率いるネイティブ・アメリカンに包囲されて降伏する。車とブーツを没収され、歩いて牧場に戻る。ルシアナは牧場を出て行こうとニックに訴えるが聞き入れられず、単独で去る。アリシアはジェイクと親しくなる。ダニエルとストランドがオフェリアを探しにホテルに来ると、ゾンビが席巻している。ダニエルはストランドを残して立ち去る。 |               |                                                              |                              |                                         |                |                       |
| 27 | 6             | "赤い土" "Red Dirt"                                          | コートニー・ハント           | Wes Brown                               | 2017年7月2日   | 2.19                  |
| ニックはジェレマイアと親しくなる。トロイとマディソンらの一行は牧場に戻る。ウォーカーと自分たちが牧場の所有権をめぐって長年争った来たことをジェレマイアがマディソンに教える。暴力に脅えたトリンボル一家が牧場を去り、殺されてゾンビとなって見つかる。ウォーカーの仕業のように見えるが、マディソンはトロイを疑う。トロイはウォーカーの集団との戦いを主張し、マディソンが支持する。ジェイクは平和交渉に出かける。 |               |                                                              |                              |                                         |                |                       |
| 28 | 7             | "明かされたこと" "The Unveiling"                             | Jeremy Webb                  | マーク・リチャード                      | 2017年7月9日   | 2.62                  |
| アリシアはジェイクに合流し、ブラックハット居留地で指導者のウォーカーに会う。ウォーカーは牧場の引き渡しを要求し、ジェレマイアがかつて仲間を殺したと言う。アリシアは居留地でオフェリアに再会する。人質交換のため、アリシアは居留地にとどまり、オフェリアとジェイクが牧場に来る。ジェイクは居留地で不足する水を渡すよう父親に話すが拒否される。マディソンはトロイを説得し、居留地を夜襲してアリシアを取り戻す。ジェイクはオフェリアと水を居留地に運ぶが、オフェリアは再び牧場に戻される。夜、牧場の多数の民兵が死にゾンビに変わり始める。 |               |                                                              |                              |                                         |                |                       |
| 29 | 8             | "罰を受ける者" "Children of Wrath"                           | アンドリュー・バーンスタイン | Jami O'Brien                            | 2017年7月9日   | 2.40                  |
| フラッシュバックで、オフェリアはアメリカに再入国するが不法移民と間違えられてジェレマイアに狙撃される。アメリカ市民だとわかった後も、肌の色を理由に砂漠に置き去りにされる。ウォーカーが瀕死のオフェリアを助けて居留地に連れていく。 現在、牧場の民兵の多くは死んでゾンビに転化し、ニックも倒れるが回復する。ウォーカーの指示で、オフェリアがそうとは知らずに炭疽菌を牧場の水に入れたことが分かる。ニックは牧場で頭骨を見つけ、ジェレマイアからウォーカーの父親を殺したことを聞き出す。マディソンとトロイは取り引きの材料として、居留地から遺物を盗み出す。アリシアは、トロイがトリンボル一家を殺して罪をウォーカーに着せたこと、それをマディソンが知っていたことに衝撃を受ける。マディソンは家族を守るために牧場の防衛を決意し、牧場を取り囲んだウォーカーと交渉するが最後通牒を与えられる。子供たちに、かつて母親を守るため、酒に溺れ暴力をふるう父親を殺したことを告白する。ウォーカーの憎しみの的となっているジェレマイアに自殺を勧め、渋るジェレマイアをニックが殺し、マディソンはジェレマイアの頭をウォーカーに渡す。ストランドは浜辺で座礁したアビゲイルを見つけ、放火して去る。 |               |                                                              |                              |                                         |                |                       |
| 30 | 9             | "ミノタウルス" "Minotaur"                                    | Stefan Schwartz              | デイヴ・エリクソン & Mike Zunic         | 2017年9月10日  | 2.14                  |
| マディソンがまとめた平和交渉の結果、居留地のネイティブ・アメリカン達が牧場に入り、白人たちと一触即発の中で共同生活が始まる。両グループの衝突が起き、ジェイクとウォーカーは武器を没収して管理下に置くことにする。トロイは拒否し銃撃戦となる。ニックはトロイのそばにとどまり、自分がジェレマイアを殺したことを伝え、投降させる。トロイは牧場から追放され、ニックは拘禁される。ダニエルはダムの水を人々に配り、娘を探すが見つからない。水を求めて暴動が起き、ダニエルとローラは逃げ出す。 |               |                                                              |                              |                                         |                |                       |
| 31 | 10            | "水脈" "The Diviner"                                         | パコ・カベザス               | Ryan Scott                              | 2017年9月10日  | 2.14                  |
| マディソンとウォーカーは水を求め、スタジアムで行われるバザールに来て、ストランドに会う。負債を負うストランドはバザールの外に繋がれ、マディソンは水を買うための資金を使い果たして救う。怒るウォーカーに向かって、マディソンはストランドが水を貯めたダムに案内すると言う。牧場では水を求めて争いが起きる。白人たちはニックを指導者にして蜂起しようとする。アリシアは衝突を避けようとして井戸を掘り、両集団から参加者が出始める。 |               |                                                              |                              |                                         |                |                       |
| 32 | 11            | "水を求めて" "La Serpiente"                                  | Josef Wladyka                | マーク・リチャード & Lauren Signorino   | 2017年9月17日  | 1.99                  |
| ストランドの案内でマディソンとウォーカーはダムに着いてダニエルと再会し、オフェリアが生きていることを伝える。水と武器の交換を申し出るがローラは拒否する。水を得られなければ牧場から白人たちを追い出すとウォーカーは言う。ストランドは周辺住民の仕業に見せかけてタンクローリーを爆破する。ダムを守るためローラは交換に応じる。 |               |                                                              |                              |                                         |                |                       |
| 33 | 12            | "闘う同士" "Brother's Keeper"                                | アルリック・ライリー         | Wes Brown                               | 2017年9月24日  | 2.08                  |
| トロイは荒野で生き延び、夜に牧場に忍び込んで、牧場は破滅するとニックに伝える。翌日、ジェイクとニックは牧場の外に出て、トロイがゾンビの大群を導いて来るのを見る。ジェイクはトロイを殺そうとするが、ニックが止めに入ったため斜面を滑り落ちてゾンビに腕を噛まれる。ニックはジェイクの腕を切断して感染を防ごうとする。ゾンビは牧場を席巻し、アリシア、オフェリアら生存者は地下倉庫に隠れる。ジェイクは死んで転化し、トロイに頭部を破壊される。 |               |                                                              |                              |                                         |                |                       |
| 34 | 13            | "我が祖国" "This Land Is Your Land"                          | ミーラ・メノン               | Suzanne Heathcote                       | 2017年10月1日  | 2.36                  |
| アリシアはゾンビに噛まれた人々を安楽死させる。ニックとトロイはゾンビを追い払おうとしてヘリコプターに閉じ込められる。地下倉庫への空気流入が止まり、オフェリアとクレージードッグは空気流入口の詰まりを解消するが、人々は窒息死して転化し始める。二人は燃料タンクを爆破してゾンビを退治する。アリシアはダムから戻ったマディソンらに救われる。マディソンはダムに戻ることにするが、ジェイクの死を知ったアリシアは一人で生きるために別れる。ニックとトロイは、トロイがゾンビの大群を連れてきたことを隠し、アリシアの後を追う。 |               |                                                              |                              |                                         |                |                       |
| 35 | 14            | "マタデロ" "El Matadero"                                     | Stefan Schwartz              | Alan Page                               | 2017年10月8日  | 2.23                  |
| マディソンの一行はオフェリアをダニエルに会わせるためにバザールに来るが、感染していたオフェリアは父の手で始末される。一行はダムに向かう。一人で生きるというアリシアの意思を確認した後、ニックとトロイもバザールに来て薬物を楽しみ、ダムには行かず残る。アリシアは単独で行動するダイアナと知り合う。 |               |                                                              |                              |                                         |                |                       |
| 36 | 15            | "悪夢ふたたび" "Things Bad Begun"                            | アンドリュー・バーンスタイン | Jami O'Brien                            | 2017年10月15日 | 2.23                  |
| アリシアは怪我をしたダイアナをバザールに連れて来て、リーダーの腫瘍の切開を手伝わされる。ニックとトロイはダムの襲撃計画を知り、警告に来る。ウォーカーとクレージードッグは仲間を探すためにダムを去る。ダニエルはニックを尋問してオフェリアの死の真相を聞き出そうとし、ニックはジェイクに罪を着せる。ストランドはニックに、マディソンの家族を救う条件でダム襲撃を助ける取引をしたことを告白する。ストランドはダニエルを撃つ。マディソンとトロイはダムに爆薬を仕掛ける。トロイが牧場の崩壊を引き起こしたことを知り、マディソンはトロイを殺す。ダムは襲撃されてエフレインは殺され、ストランドはマディソンとニックを守るために部屋に閉じ込める。 |               |                                                              |                              |                                         |                |                       |
| 37 | 16            | "そりすべり" "Sleigh Ride"                                   | アンドリュー・バーンスタイン | デイヴ・エリクソン & マーク・リチャード | 2017年10月15日 | 2.23                  |
| アリシアは襲撃者に加わってダムに来る。トロイを殺したことで、マディソンとニックの間には緊張が高まる。ローラは殺される。ストランドはニックとマディソンを逃がそうとして捕えられる。ニックは起爆装置を持ってダムを爆破すると脅し、家族とストランドをボートに乗せて逃がす。ニックは一人ダムに残るが、近くの丘からウォーカーとクレージードッグが襲撃者を狙撃して援護する。ニックはダムを爆破し、ダニエルに再会する。ボートは水流に巻き込まれて転覆し、マディソンは岸に打ち上げられ、アリシアとストランドの生死は不明となる。 |               |                                                              |                              |                                         |                |                       |

### シーズン4（エピソード）
| 通算 話数 | シーズン 話数 | タイトル                                             | 監督                             | 脚本                                                                 | 放送日        | U.S.視聴者数 (百万人) |
| --- | ------------- | ---------------------------------------------------- | -------------------------------- | -------------------------------------------------------------------- | ------------- | --------------------- |
| 38 | 1             | "何があった？" "What's Your Story?"                  | ジョン・ポルソン                 | スコット・M・ギンプル & Andrew Chambliss & イアン・B・ゴールドバーグ | 2018年4月15日 | 4.09                  |
| モーガンはジーザス、キャロル、リックの引き留めを振り切って一人でテキサスに向かい、ジョン・ドリーという男に会う。翌日二人は生存者のグループに捕えられ、アルシアという装甲車を運転する女に救われる。アルシアはジャーナリストを名乗り、ジョンとモーガンの物語をビデオに録る。3人はアリシア、ニック、ストランド、ルシアナに罠にかけられ銃を突きつけられる。 |               |                                                      |                                  |                                                                      |               |                       |
| 39 | 2             | "野球場の一日" "Another Day in the Diamond"          | Michael E. Satrazemis            | Andrew Chambliss & Ian B. Goldberg                                   | 2018年4月22日 | 3.07                  |
| 過去、マディソン、アリシア、ニック、ストランド、ルシアナは野球場に住む共同体の一員となっている。ニックは農作物を育てる。ニックを除く4人はチャーリーという少女の家族を探しに出かけ、457と記された石油タンクのそばでナオミという女性を見つける。夜、トラックの隊列が野球場に来て、ゾンビたちをトラックに積み込み、トラックに数字の12を描く。"ハゲタカ"を名乗るグループを代表するメルはマディソンと話すが、共同体の農作物がゾウムシの被害を受けていることを、自分のスパイであるチャーリーから聞いて知っている。メルは全ての物資を渡すよう要求し、マディソンは拒否する。 現在、アリシアはアルシアの装甲車の中で51と記された旗を見つけ、旗を拾った場所に連れて行けと命令する。 |               |                                                      |                                  |                                                                      |               |                       |
| 40 | 3             | "静かな場所" "Good Out Here"                         | Dan Liu                          | Shintaro Shimosawa                                                   | 2018年4月29日 | 2.71                  |
| 過去、ニックとマディソンは食料探しに出るが、チャーリーとメルの兄弟のエニスが先回りし横取りする。 現在、装甲車の中で二つのグループが乱闘になり、装甲車は道路の下に落ちる。グループは休戦し、モーガンとニック以外は牽引トラックを取りに行く。ニックはエニスの車が通りすぎるのを見て追いかけ、エニスを殺すが、チャーリーに撃たれる。装甲車を引き揚げて駆け付けたルシアナやアリシアが見守る中でニックは死ぬ。 |               |                                                      |                                  |                                                                      |               |                       |
| 41 | 4             | "埋葬" "Buried"                                      | Magnus Martens                   | Alex Delyle                                                          | 2018年5月6日  | 2.49                  |
| ニックを始末した後、装甲車の中でアルシアはストランド、ルシアナ、アリシアをインタビューする。3人は武器を掘り出し、ニックを埋葬する。ジョンはナオミが恋人のローラである証拠を見つける。アリシアら3人はナオミが殺されたと言う。 過去、3人は誤った決断をした日のことを思い出す。野球場では食料が不足し、ストランドはコールと、ニックはルシアナと、アリシアはナオミと組んで調達に出る。彼らは野球場から出ていくことを考え始めるが、結局は戻る。 |               |                                                      |                                  |                                                                      |               |                       |
| 42 | 5             | "ローラ" "Laura"                                     | Michael E. Satrazemis            | Anna Fishko                                                          | 2018年5月13日 | 2.46                  |
| 過去、ジョンとナオミの出会いが描かれる。ジョンは傷を負い、川辺に打ち上げられたナオミを手当てする。ナオミが名前を明らかにしないため、ジョンはローラと呼ぶ。元警官だったジョンは孤独に暮らし、銃を使おうとしない。だがナオミがゾンビに襲われた時、ジョンは二丁拳銃で数多くのゾンビを倒す。ジョンはナオミに愛を告白するが。ナオミは子供を失ったことを告げ、夜に一人で去る。 |               |                                                      |                                  |                                                                      |               |                       |
| 43 | 6             | "万が一のために" "Just in Case"                      | Daisy von Scherler Mayer         | Richard Naing                                                        | 2018年5月20日 | 2.31                  |
| 現在、ジョンとモーガンはハゲタカの一員を尋問してグループの居場所を聞き出し、アリシア、ストランド、ルシアナらによる待ち伏せを警告する。だがハゲタカは待ち伏せ場所に来て、そこにランドローバーに乗ったナオミが現れる。アリシアはナオミを撃とうとして間に入ったジョンを撃つ。 過去、種苗と肥料を探しに出たナオミはマディソンとストランドを置き去りにし、FEMAのシェルターに向かう。ゾンビに囲まれるも二人に救われ、娘のローズがここで転化したことを語る。2人は種苗と肥料を野球場に持ち帰り、ハゲタカはあきらめて包囲を解く。だがマディソンは不測の事態に備え、アリシアに言って補給品をランドオーバーに積み込ませる。 |               |                                                      |                                  |                                                                      |               |                       |
| 44 | 7             | "間違った認識" "The Wrong Side of Where You Are Now" | Sarah Boyd                       | Melissa Scrivner Love                                                | 2018年6月3日  | 1.97                  |
| 現在、銃撃戦が始まる。ナオミは撃たれたジョンのために医薬品を救急車から得ようとするが、メルが乗って去ろうとし、それをアリシアがロケット砲で爆破する。アリシアはナオミを殺そうとするが、モーガンとアルシアが装甲車でジョン、ナオミ、そしてチャーリーを連れ去る。アリシアは爆破された救急車から這い出てきたメルに、いつからナオミと共謀していたのかを尋ねた後に殺す。装甲車が野球場に来ると、ゾンビが席巻している。 過去、チャーリーは野球場に来て、怪我をしたメルを手当てしてくれるようマディソンに頼む。メルはエニスと争ってグループを離れたという。メルは、エニスが野球場を破壊しようとしていると語る。ナオミがメルの手当てをしたのち、マディソンは補給品とトラックをメルに与えて行かせる。アリシアとニックはメルを探しに野球場を離れる。エニスはグループとともに野球場に来て、大量のゾンビを放出する。アリシアとニックの車はゾンビに囲まれて野球場に入ることができない。 |               |                                                      |                                  |                                                                      |               |                       |
| 45 | 8             | "生きていればそれでいい" "No One's Gone"             | Michael E. Satrazemis            | イアン・B・ゴールドバーグ & Andrew Chambliss                         | 2018年6月10日 | 2.32                  |
| 過去、ダム破壊の直後にマディソンはアルシアから装甲車を盗もうとして失敗し、インタビューに答えて子供たちの小さい頃の思い出を語る。アルシアは食料と無線機と地図をマディソンに与えて別れる。アルシアの利他行為に影響されたマディソンは子供たち、ルシアナ、ストランドに再会し、野球場に共同体を建設しようとする。 現在、モーガンとナオミはジョンのために医療品を手に入れようとするが、アリシア、ルシアナ、ストランドはアルシアの装甲車を攻撃する。だがアリシアはアルシアがマディソンにインタビューしたテープを見て、ナオミとチャーリーに対する復讐をあきらめる。夜、アリシアのグループは野球場の陥落を語る。マディソンはゾンビの大群を野球場に閉じ込めて仲間を逃がし、自分を犠牲にして火を放っていた。二つのグループは和解し食事を共にする。 |               |                                                      |                                  |                                                                      |               |                       |
| 46 | 9             | "繰り返すだけ" "People Like Us"                      | Magnus Martens                   | Anna Fishko                                                          | 2018年8月12日 | 1.88                  |
| モーガンはアルシアといっしょにアレクサンドリアに帰ろうとし、他の人間に同行を誘うが断られる。ジョンはジューンと名乗るナオミに介抱されて回復しつつあり、ルシアナは落ち込み、ストランドは酒におぼれている。モーガンとアリシアは、助けを求めていた人物を探し当てるが、すでに転化している。チャーリーが逃げ出し、ジョンとストランドが探す中、嵐がひどくなる。 |               |                                                      |                                  |                                                                      |               |                       |
| 47 | 10            | "目を閉じて" "Close Your Eyes"                       | Michael E. Satrazemis            | Shintaro Shimosawa                                                   | 2018年8月19日 | 1.86                  |
| アリシアとチャーリーは嵐を逃れて同じ一軒家に来る。アリシアはニックを殺したことでチャーリーを責める。二人は助け合い、食事を共にする。嵐が激しくなって地下室に逃げて閉じ込められ、増水に遭う。死を覚悟したチャーリーは、転化する前に殺してくれるようアリシアに頼むが断られる。二人は脱出してストランドとルシアナのいた家に来るが、荒廃して誰もいない。橋の上では、ジョンとジューンのバスが横転している。 |               |                                                      |                                  |                                                                      |               |                       |
| 48 | 11            | "合言葉" "The Code"                                  | Tara Nicole Weyr                 | Andrew Chambliss & Alex Delyle                                       | 2018年8月26日 | 1.83                  |
| モーガンは、豊富な補給品を備えたミシシッピー州のトラック・ステーションで、無線で見知らぬ女から、好きなだけ補給品を持って行けと言われる。車椅子に乗る黒人のウェンデルと、双子と称する白人のサラに出会う。二人は他人のために補給品を配っているという。モーガンはテキサスに向かうが、途中で引き返してゾンビの群れからジムという縛られた男を救出する。ジムは、ビールの製法を知ろうとするウェンデルとサラが自分を誘拐したという。ウェンデルとサラはアレクサンドリアの場所を教えることをモーガンに要求し、二人を拘束する。ジムはウェンデルとサラのためにビールを作ると約束し、三人はモーガンをゾンビの群れの中に置き去りにする。モーガンは脱出して三人に会い、テキサスの友人たちを救う代わりにアレクサンドリアの場所を教えると約束する。謎の女が無線でモーガンの言葉を聞いている。                                                                                              |               |                                                      |                                  |                                                                      |               |                       |
| 49 | 12            | "弱さ" "Weak"                                        | コールマン・ドミンゴ             | Kalinda Vazquez                                                      | 2018年9月2日  | 1.52                  |
| 装甲車は燃料が不足し、ジューンとアルシアは無線連絡のために歩いて高所に向かう。二人はトラックを見つけて走らせるが、装甲車に追い越される。体調の悪化したアルシアは装甲車内に抗生物質があると言う。ジューンは一人で装甲車を追い、盗んだクインと争って取り戻すが燃料はない。無線でアルシアは、装甲車に抗生物質はなくビデオテープのを取り戻したかっただけだと告白する。ジューンは道端のバスから薬を見つける。モーガンはウェンデル、サラ、ジムと離れて無線連絡を試み、無線で話した謎の女に出会う。ジューンとアルシアは無線を聞いてモーガンと他の三人に再会する。クインは燃料を見つけるが謎の女の連れるゾンビに殺されて転化し、額に文字を書かれる。 |               |                                                      |                                  |                                                                      |               |                       |
| 50 | 13            | "ブラックジャック" "Blackjack"                       | Sharat Raju                      | Ian Goldberg & Richard Naing                                         | 2018年9月9日  | 1.71                  |
| ストランドとジョンはワニのいる沼の中の小島に閉じ込められ、即席のボートで岸にたどり着こうとして失敗する。ルシアナは、補給品を各所に置いてきたという重傷の老人クレイトンに会って死をみとり、補給品の地図を持ち、モーガンに連絡を取り合流する。モーガンは無線でチャーリーとアリシアと無線で連絡が取れるが、装甲車に乗る謎の女がモーガンらの乗るトラックに発砲する。 |               |                                                      |                                  |                                                                      |               |                       |
| 51 | 14            | "距離標54" "MM 54"                                   | ルー・ダイアモンド・フィリップス | Anna Fishko & Shintaro Shimosawa                                     | 2018年9月16日 | 1.87                  |
| フラッシュバックで、謎の女マーサは事故に遭うが誰にも助けられず、転化した夫をやむなく殺す。夫を埋葬したマーサは正気を失い、距離標に補給品を置く善意の生存者たちを殺す。現在、マーサは装甲車でモーガンらのトラックを銃撃して弾薬を使い果たし、ウェンデルの射撃で負傷して逃げる。モーガンらは燃料の漏れたトラックから逃げる。トラックは爆発してウォーカーの群れを引き寄せ、一行は近くの病院へ逃げ込む。ウォーカーが病院に侵入して一行は屋上に逃げるが、アルシアだけは行方が知れず、ジムはウォーカーに噛まれていることがわかる。一方、アリシアとチャーリーはモーガンのトラックが爆発した跡を見た後、洪水で出来た沼のほとりでジョン・ドリーの帽子を見つける。 |               |                                                      |                                  |                                                                      |               |                       |
| 52 | 15            | "仲間を失い" "I Lose People..."                      | David Barrett                    | Kalinda Vazquez                                                      | 2018年9月23日 | 2.03                  |
| アリシアとチャーリーは沼の中の島にストランドとジョンの姿を見て、二人を救う手段を探す。傷を負ったマーサは二人を射撃するが昏倒する。二人はマーサを縛り上げ、装甲車で島にたどり着いてストランドとジョンを救出する。屋上にいたモーガンらはアルシアを探しにゆき、残されたメモをみて貨物用エレベーターで病院を脱出するが、モーガンは屋上に残って死体を投げ落としゾンビの注意をそらす。アリシアらのグループが合流してはしご車でモーガンを救出し、噛まれたジムは、ビールのレシピを伝えると屋上から飛び降りてウォーカーの気をそらす。皆は装甲車に戻るが、マーサは逃げていた。モーガンはアルシアを探した後でアレキサンドリアに行こうという。マーサは転化したジムをしもべにする。 |               |                                                      |                                  |                                                                      |               |                       |
| 53 | 16            | "自分を失う" "... I Lose Myself"                     | Michael E. Satrazemis            | Andrew Chambliss & Ian Goldberg                                      | 2018年9月30日 | 2.13                  |
| アルシアはマーサに殴り倒され、モーガンへのビデオメッセージを持たされてグループに合流する。アレキサンドリアに行く前に、モーガンはマーサを探し出して連れ帰ろうとするが、マーサが邪魔をして事故を起こす。トラックステーションに残った仲間たちは全員病気になる。モーガンは重傷を負ったマーサを車にしばりつけ、負傷にめげずにトラックステーションに戻り、マーサが水に混ぜた不凍液で中毒になった仲間たちにジムのビールを飲ませて救う。車に戻り、転化したマーサを始末する。グループは、アレキサンドリアには行かず、デニム工場を基地にして人々を救おうとする。 |               |                                                      |                                  |                                                                      |               |                       |

### シーズン5（エピソード）
| 通算 話数 | シーズン 話数 | タイトル                                           | 監督                     | 脚本                            | 放送日        | U.S.視聴者数 (百万人) |
| --- | ------------- | -------------------------------------------------- | ------------------------ | ------------------------------- | ------------- | --------------------- |
| 54 | 1             | "助けを呼ぶ声" "Here to Help"                      | Michael E. Satrazemis    | Ian Goldberg & Andrew Chambliss | 2019年6月2日  | 1.97                  |
| ローガンという男をに救いを求められたアリシア、アルシア、ジョン、ジューン、モーガン、ルシアナの飛行機は不時着し、ルシアナは重傷を負う。彼らは高放射線の標識を見かけ、子供たちに救われる。ローガンに誘い出された隙にデニム工場は乗っ取られる。アルシアはボディアーマーを着たゾンビを調べるが、同じ格好の仲間に捕らえられる。ストランド、ウェンデル、サラ、チャーリーはデニム工場を取り戻そうとする。ストランドはアルシアのテープに写るダニエル・サラザールを見て驚く。 |               |                                                    |                          |                                 |               |                       |
| 55 | 2             | "これから起こる苦しみ" "The Hurt That Will Happen" | Jessica Lowrey           | Alex Delyle                     | 2019年6月9日  | 1.69                  |
| アルシアを探すアリシアとモーガンは元原発従業員のグレースと出会い、放射能で汚染されたゾンビが徘徊しており、接近は危険だと聞かされる。放射線障害で死期の近いグレースは汚染されたゾンビを処理する使命を自分に課している。ジョンとジューンは子供たちが来たキャンプ場を発見し、汚染されたゾンビと戦った住民たちが放射能障害で死んだことを知る。ストランドはダニエルを見つけるが、飛行機を借りることは断られる。重傷を負ったルシアナはゾンビの群れに襲われて意識を失い、目覚めて仲間たちに会うと何者かがゾンビの頭を切り落としている。 |               |                                                    |                          |                                 |               |                       |
| 56 | 3             | "詐欺師の峡谷" "Humbug's Gulch"                    | コールマン・ドミンゴ     | Ashley Cardiff                  | 2019年6月16日 | 1.76                  |
| アルシアを探すグループは、ゾンビを使った複数の道路通行止めに遭遇し、地図上に位置を記し始める。ジョンとジューンは西部劇のテーマパークで武器を探し、妻シェリーを探すドワイトに出会う。罪の意識に悩むドワイトは二人の助けを拒むが、ジューンが説得して同行させ、モーガンに再会する。グループは血だらけのディランを見つける。マックスとアニーはゾンビを使って通行止めを作る。 |               |                                                    |                          |                                 |               |                       |
| 57 | 4             | "タイヤ痕" "Skidmark"                              | Tara Nicole Weyr         | Samir Mehta                     | 2019年6月23日 | 1.66                  |
| ストランド、チャーリー、サラ、ウェンデルは倉庫からダニエルの飛行機を盗もうとする。チャーリーはダニエルの車に忍び込み、ダニエルが倉庫の前の持ち主の仕掛けた罠を解除することを使命としているのを知る。二人はゾンビの群れに追われる羽目となり、ストランドは飛行機のプロペラでゾンビの群れを全滅させるが飛行機は激しく損傷する。ダニエルはストランドらに倉庫を明け渡し、罠の解除を続ける。モーガンとアリシアは、ディラン、マックス、アニーが多数の子供たちのグループに属することを知る。子供たちは二人を、アルシアを捕えたグループのキャンプに連れて行くが、ヘリコプターが飛び去る。ディランとルシアナはアンテナを修理してストランドに連絡を取り、飛行機が壊れたことを教える。                                                           |               |                                                    |                          |                                 |               |                       |
| 58 | 5             | "すべての終り" "The End of Everything"             | Michael E. Satrazemis    | Andrew Chambliss & Ian Goldberg | 2019年6月30日 | 1.71                  |
| アルシアは燃料切れのヘリコプターを運用するイザベルに誘拐されるが、撮影したテープを隠すことで殺されずに済む。イザベルは3日後に仲間の応援が来る前にヘリに給油しようとし、アルシアと二人で補給所まで登山をする。アルシアがかつて取材を優先したために兄弟を失ったことがわかる。イザベルは、かつて原発事故の後で正気を失った友人のベケットを殺したことを語る。二人の間には友情が芽生え、イザベルは未来を築こうとするグループ"市民共同体(CRM)"の一員であると明かす。イザベルはテープを破壊するがアルシアを生かす。イザベルはアルシアのことを秘匿し、ヘリで飛び立つ。アルシアはモーガンらのグループに戻り、イザベルの事は隠すが、自分のことを話し始める。                                                                                   |               |                                                    |                          |                                 |               |                       |
| 59 | 6             | "星の王子さま" "The Little Prince"                 | Sharat Raju              | Mallory Westfall                | 2019年7月7日  | 1.49                  |
| モーガンのグループは壊れた飛行機を休憩所に運び込んで修理するが、試運転でプロペラが壊れる。アニーは修理の失敗を見越して子供たちと立ち去り、アリシアが捜索する。別の原子炉のメルトダウンの危険が増し、グレースは休憩所の発電機を使ってメルトダウンを遅らせようとする。ドワイトとジョンはシェリーを探し、ジョンは捜索をやめるようドワイトに頼むシェリーの手紙を見つけて隠す。ストランドとチャーリーはダニエルの飛行機から取り外したプロペラを気球で運んでくる途中で放射線汚染地域の中に不時着し、汚染されたゾンビに囲まれる。 |               |                                                    |                          |                                 |               |                       |
| 60 | 7             | "耐え続けて" "Still Standing"                      | Marta Cunningham         | Richard Naing                   | 2019年7月14日 | 1.39                  |
| アルシアはジューンとともに、かつてイザベルと訪れた補給所から飛行機の燃料を入手する。ジョンとドワイトはシェリーを探し、メルトダウンが迫ってジョンはシェリーからの手紙を見せるが、ドワイトは妻を探索し続ける。ゾンビに囲まれたストランドとチャーリーはモーガンに救われてプロペラを持ち帰る。モーガンはグレースを助けて発電機を修理し、メルトダウンを遅らせ、グレースを説得して飛行機で逃げる仲間に加える。アリシアはアニーら子供たちのキャンプに着いて原発のメルトダウンの危険性を伝え、一緒に飛行機で逃げるよう説得する。アリシアは殺到するゾンビと戦って子供たちを逃がすが、汚染されたゾンビの血液を浴びてしまう。アリシアはゾンビの群れを引き連れて遠ざけ、子供たちは休憩所に到着する。原発では警告音が鳴り、メルトダウンが始まる。 |               |                                                    |                          |                                 |               |                       |
| 61 | 8             | "誰かいる?" "Is Anybody Out There?"                | Michael E. Satrazemis    | Michael Alaimo                  | 2019年7月21日 | 1.60                  |
| 原子炉がメルトダウンを起こし、放射性の雲がわく。ジョンとドワイトはシェリーからのメッセージに助けられて動く車を見つける。グレースがアリシアを除染する。グループと子供たちを乗せた飛行機はゾンビと雲を逃れて離陸する。ジョンとジューンは婚約する。ダニエルの助けを得たウェンデルとサラはクリスマス飾りで滑走路を照らし、飛行機は無事着陸する。ローガンの仲間たちはデニム工場を捜索するも探し物は見つからず、ローガンは見捨てられる。ローガンはモーガンらのグループに、かつてルシアナが死を看取ったクレイトンが見つけたガソリン入手の手段を見つけなければ、人助けはできないと言い協力を提案する。 |               |                                                    |                          |                                 |               |                       |
| 62 | 9             | "チャンネル4" "Channel 4"                          | Dan Liu                  | David Johnson                   | 2019年8月11日 | 1.40                  |
| アルシアのインタビューで、モーガンらのグループが、地雷原に囲まれた家で喘息の息子と閉じこもる女性テスと出会ったことが語られる。テスの夫は外でゾンビに変わり、地雷を踏んだモーガンを助けるためにテスは2年ぶりに家を出てグループに加わる。インタビュー映像を見たウェスはチャンネル4と書かれた無線機を持って立ち去ろうとするが、ローガンのグループに襲われてバイクを壊され、モーガンらのグループへの警告を託される。 |               |                                                    |                          |                                 |               |                       |
| 63 | 10            | "1分に210文字" "210 Words Per Minute"              | ロン・アンダーウッド     | Ian Goldberg & Andrew Chambliss | 2019年8月18日 | 1.37                  |
| モーガン、ドワイト、グレースはグループのキャラバンを離れ、チャックからの呼びかけに答えてショッピングモールに行く。モーガンとグレースはゾンビの群れに囲まれる。二人はチャックを見つけその最後を看取る。ドワイトはモールの外でローガンの仲間の男に捕らえられ、逆襲して優位に立つが男を解放する。キャラバンがモールに来て合流する。モーガンは一人でグループを離れ、アルシアを探しに行く。 |               |                                                    |                          |                                 |               |                       |
| 64 | 11            | "まだ生きてる" "You're Still Here"                 | K.C. Colwell             | Mallory Westfall & Alex Delyle  | 2019年8月25日 | 1.44                  |
| 飛行機に乗って以来ゾンビを倒すことができないアリシアは、木に書かれた文章を見る。アリシアとストランドはローガンにバイクを壊されたウェスを拾って彼の住処であると言う警察署に行く。別の男にトラックを奪われ、ストランドは催涙ガスに曝されて3人はゾンビに囲まれる。3人は脱出し、ウェスは男を殺して自分の原稿を取り戻す。モーガンとアルシアは撮影済みのテープを隠し、二人を助けに向かうが、ガソリンの在りかを聞き出そうとするローガンのグループに阻まれる。インタビューを見たローガンはモーガンの妻子のことを嘲る。のちに4人は合流する。アリシアは木に文章を書いたのがウェスであることを知り、自分も木に文章を残し、再びゾンビを倒すことができるようになる。ローガンはアルシアの隠したテープを手に入れる。                                |               |                                                    |                          |                                 |               |                       |
| 65 | 12            | "真実の炎" "Ner Tamid"                             | Michael E. Satrazemis    | Andrew Chambliss & Ian Goldberg | 2019年9月1日  | 1.14                  |
| ガソリンを積んだタンクローリーを中心としたキャラバンは、ローガンのグループを恐れて移動を続ける。はぐれたチャーリーは一人でシナゴーグを守るラビに会う。ジョンとジューンはチャーリーを迎えに来るが、シナゴーグは元信者のゾンビに囲まれる。ローガンらに発見され、キャラバンは移動する。チャーリーは定住を望むがあきらめ、シナゴーグにゾンビを閉じ込めてラビとともにキャラバンに戻る。 |               |                                                    |                          |                                 |               |                       |
| 66 | 13            | "いらないものは置いていけ" "Leave What You Don't"  | Daisy von Scherler Mayer | Ashley Cardiff & Nick           | 2019年9月8日  | 1.45                  |
| 過去、相棒のクレイトンをサラが殺したため、ローガンは助けを求める女性を救えず、馬に乗ったグループに出会う。現在、ルシアナが監督する油田兼精製所をローガンのグループが襲い、サラ、ウェンデル、ドワイト、ジョン、ジューンらと対立する。休憩所で救いを求める女性をウェス、ストランド、アリシアが救う。油田をゾンビが襲い、サラのグループとローガンのグループが和解しそうになった時、バージニア率いる馬に乗ったグループがローガンのグループを全滅させる。グループは仲間に加わりガソリンを精製するよう強要するが、サラは拒絶し銃撃戦が不可避となる。ルシアナが一人残ってガソリン精製を行うと申し出て対立は回避され、仲間の残りは立ち去ることを許される。                                                                                   |               |                                                    |                          |                                 |               |                       |
| 67 | 14            | "今日と明日" "Today and Tomorrow"                  | Sydney Freeland          | Richard Naing & David Johnson   | 2019年9月15日 | 1.31                  |
| ダニエルとグレースのトラックが故障し、ゾンビの群れに襲われて二人はバーに隠れる。モーガンとアルシアは馬に乗ったグループからトムという男を助け、彼の妹ジャニスを救出しようとしてグループの本拠のパラダイス・リッジに侵入し捕らえられる。アルシアはグループとイザベルの関係を疑うが、指導者のバージニアは否定し二人に仲間に加わるよう求めたのちに釈放する。アルシアはモーガンにイザベルのことを打ち明ける。モーガンはグレースの体調の悪化を知る。 |               |                                                    |                          |                                 |               |                       |
| 68 | 15            | "チャンネル5" "Channel 5"                          | David Barrett            | Michael Alaimo & Samir Mehta    | 2019年9月22日 | 1.34                  |
| バージニアは自己宣伝のビデオを作り、アルシアも対抗するビデオを作る。グレースの容体が悪化する。トムは妹ジャニスに再会する。グループが危険な状態の橋を渡ろうとするとバージニアのグループが現れて自グループへの参加を誘い、ドワイトの妻シェリーの情報があると言う。だが誰も加わらないのを見てゾンビの群れにグループを襲わせる。橋が壊れてグループはタンクローリーとトムを失う。グループは西部劇のテーマパークにたどり着くが、そこはゾンビに埋め尽くされている。選択肢をなくしたモーガンはバージニアに助けを求め、ドワイトは激怒して立ち去る。 |               |                                                    |                          |                                 |               |                       |
| 69 | 16            | "この道の行く先" "End of the Line"                 | Michael E. Satrazemis    | Ian Goldberg & Andrew Chambliss | 2019年9月29日 | 1.51                  |
| ドワイトは馬の群れを見つけて戻る。グループは馬を用いてバージニアに殺されたゾンビの大群をテーマパークから誘導し、川に流して始末する。グループはテーマパークに入り、ジョンとジューンはラビのもとで結婚する。バージニアがやって来て、グループを自分の共同体に分散させ、ジョンとジューンも引き裂かれる。グレースは病気ではなく、妊娠し栄養不良であることがわかる。全員が去った後、バージニアはモーガンに重傷を負わせて立ち去る。ゾンビが近づく中、モーガンは無線で仲間に呼びかける。 |               |                                                    |                          |                                 |               |                       |

### シーズン6（エピソード）
| 通算 話数 | シーズン 話数 | タイトル                                                     | 監督                  | 脚本                                               | 放送日         | U.S.視聴者数 (百万人) |
| --- | ------------- | ------------------------------------------------------------ | --------------------- | -------------------------------------------------- | -------------- | --------------------- |
| 70 | 1             | "終わりは始まり" "The End Is the Beginning"                  | Michael E. Satrazemis | Andrew Chambliss & イアン・B・ゴールドバーグ       | 2020年10月11日 | 1.59                  |
| モーガンは何者かに手当てを受けて生き伸びているが、傷は壊死を起こして悪臭を発し、ゾンビも近寄ろうとしない。バージニアは賞金稼ぎエミールにモーガンを探させる。元"開拓者"のアイザックがエミールからモーガンを助けて、臨月の妻レイチェルのいる元ダム谷に連れて行く。アイザックの助けでモーガンはエミールを殺すも、アイザックはゾンビに噛まれていたことが分かる。翌朝モーガンが目覚めると、アイザックはモーガンの傷を縫合し直し、産まれた娘をモーガンと名付けたのちに死んでいる。モーガンはエミールの持っていた鍵を奪う。モーガンはエミールの頭を残して去り、無線でバージニアに自分は別の人間になったと話す。浜辺では、男が潜水艦に「終わりは始まり」と描き、鍵が必要だと別の男に話す。 |               |                                                              |                       |                                                    |                |                       |
| 71 | 2             | "ようこそ我が家へ" "Welcome to the Club"                     | レニー・ジェームズ    | Nazrin Choudhury                                   | 2020年10月18日 | 1.55                  |
| 開拓者に強制労働をさせられるアリシアとストランドはもめ事を起こし、倉庫からゾンビを一掃する仕事につかされる。二人は記憶を失ったダニエル、そしてジャニスとチャーリーに再会する。倉庫でゾンビに圧倒されそうになり、バージニアの妹ダコタに助けられ、臆病な囚人を犠牲にして仕事を果たす。バージニアはストランドを称賛して評議員の地位につける。ストランドはアリシアを別の場所に移す。夜、モーガンに再会したダニエルは、記憶を保っていることを明らかにする。 |               |                                                              |                       |                                                    |                |                       |
| 72 | 3             | "アラスカ" "Alaska"                                          | コールマン・ドミンゴ  | Mallory Westfall                                   | 2020年10月25日 | 1.50                  |
| モーガンはレイチェルと幼児を訪ね、補給品を渡す。棒に斧を取り付ける。アルシアとドワイトは開拓者の配下として偵察活動を行う。アルシアは密かに無線でイザベルの行動を追い、二人はイザベルがヘリコプターで着陸する予定のビルに向かう。ビルでは「終わりは始まり」の落書きを目撃し、鼠の媒介するペストに感染した人々を見つけ,、ノーラに会う。ドワイトもまた感染している。アルシアは信号弾を撃ち上げ、無線で市民共同体軍(CRM)のヘリコプターに乗るイザベルに呼びかけて、ペストで汚染されたビルの屋上に着陸しないよう呼びかける。イザベルは感謝し、抗生剤のある屋上の補給所を教える。アルシアはペストが意図的に広められたと疑う。信号弾を見たシェリーがビルに来てドワイトに再会する。 |               |                                                              |                       |                                                    |                |                       |
| 73 | 4             | "鍵" "The Key"                                               | ロン・アンダーウッド  | David Johnson                                      | 2020年11月1日  | 1.28                  |
| ロートンの開拓者の本拠地でレンジャーとなったジョンは、虫歯に悩まされつつ、引き離されたジューンに手紙を書き続ける。レンジャーの同僚のキャメロンが死んでいるのを見つける。ジャニスが逃亡を図って捕まり、殺人容疑者となる。ジョンはバージニアの策謀を疑い、ストランドに頼んで救おうとするが裏切られ、ジャニスが殺人を自白して処刑される。モーガンは、鍵を求めてエミールを探す二人の男に襲われて返り討ちにする。 |               |                                                              |                       |                                                    |                |                       |
| 74 | 5             | "ハニー" "Honey"                                             | Michael E. Satrazemis | Ashley Cardiff                                     | 2020年11月8日  | 1.24                  |
| ドワイトはシェリーの手引きで、開拓者に対抗する仮面の男たちに捕らえられる。アルシアもまた捕らえられており、ドワイトは男たちの仲間となって装甲車を開拓者から強奪し、モーガンも姿を現す。シェリーはバージニアを殺そうとするが、開拓者たちの中にいる仲間を心配するモーガンは反対し、逃げて別の共同体を作ろうと言う。ドワイトはシェリーに協力してバージニアをおびき寄せる。だがシェリーはドワイトを巻き込まないため、モーガン、アルシアと一緒に幽閉する。バージニアは現れず、シェリーは攻撃を取りやめる。シェリーや仮面の男たちの仲間と別れ、モーガン、アルシア、ドワイトはビルから逃げた人々と合流する。 |               |                                                              |                       |                                                    |                |                       |
| 75 | 6             | "ジャスパーの足の横に埋めて" "Bury Her Next to Jasper's Leg" | Sharat Raju           | Alex Delyle                                        | 2020年11月15日 | 1.27                  |
| 開拓者の配下となったジューンとサラは救急室に改造したトラックで移動医療にあたる。ジョンがジューンに再会し逃亡を誘うが、ルシアナが無線で油田タンクタウンでの事故を知らせてくる。二人は火災現場に来てバージニアやルシアナに合流する。現場で「終わりは始まり」の落書きを見たバージニアは破壊活動を疑い、スプレー缶を持っていたウェスを拷問する。ゾンビに襲われたバージニアとジューンは爆発で閉じ込められ、バージニアは手をかまれる。バージニアはより大きな脅威から人々を守っているのだとジューンを説得し、手の切断を頼む。バージニアはジューンに病院の運営を任せると約束する。油田は破壊される。ジューンはジョンと逃亡することを断り、ルシアナ、サラ、ウェス、ウェンデルに助けられて開拓者に残って病院を運営する。 |               |                                                              |                       |                                                    |                |                       |
| 76 | 7             | "内側からの攻撃" "Damage from the Inside"                    | Tawnia McKiernan      | Jacob Pinion                                       | 2020年11月22日 | 1.09                  |
| ジョンは開拓者から逃げ行方不明となっている。ストランドが率いてダコタを移送する護衛隊が襲われてほぼ全滅し、ダコタは行方不明になる。ストランドの頼みでアリシアとチャーリーは捜索に向かい、山小屋でゾンビを改造する剥製師エドがダコタを保護しているのを見つける。ダコタはバージニアのもとに戻ることを嫌がるが、アリシアは無線でバージニアに連絡し、自分とチャーリーの自由と引き換えにダコタを引き渡そうとする。嫌がるエドはゾンビを引き寄せるも、アリシアともみあいになって重傷を負い、自分を犠牲にしてダコタ、アリシア、チャーリーを救う。モーガンが現れて3人を助ける。モーガンは護衛隊を襲ったことを認め、ダコタと引き換えに友人すべての解放を求めるも、アリシアは反対する。4人はモーガンの準備する元ダム谷の隠れ家に向かうことにする。ストランドが4人の前に姿を現すが、同行せずにバージニアのもとに戻って報告する。バージニアは妊娠したグレースをストランドに見せ、ストランドの仲間全員を取り戻したいと語る。                                                                                             |               |                                                              |                       |                                                    |                |                       |
| 77 | 8             | "ドア" "The Door"                                            | Michael E. Satrazemis | Ian Goldberg & Andrew Chambliss                    | 2021年4月11日  | 1.17                  |
| ジューンに拒否され、気力を失って自殺の寸前までいったジョンはモーガンとダコタに出会う。隠れ家に誘われるが断る。グレース、ダニエル、サラ、ジューンを捕らえたバージニアが無線で連絡し、ダコタの安全を求めて脅す。レンジャーが3人を見つけ、ジョンが殺す。3人はドアをトラックの前に取り付けてゾンビの群れを突っ切る。モーガンはジョンの小屋でバージニアと会見しようとする。ダコタはロートンを抜け出すところを見られたキャメロンを殺したことをジョンに知られ、ジョンを撃って川に落とす。モーガンに自分の罪を知られるも、バージニアを倒すために、姉に撃たれたモーガンを自分が治療し助けたと教える。ジョンはゾンビになって自分の小屋に流れ着き、ジューンに止めを刺される。 |               |                                                              |                       |                                                    |                |                       |
| 78 | 9             | "やるべきこと" "Things Left to Do"                           | Michael E. Satrazemis | Nick Bernardone                                    | 2021年4月18日  | 1.12                  |
| バージニアはジューン、ダニエル、サラ、ウェス、グレース、ルシアナを集めてモーガンの場所を吐かせようとする。そこにモーガン自身が姿を現し、ダコタの殺人とバージニアによる隠蔽を暴露する。ストランドとその支持者たちがバージニアに反抗して立ち上がり銃撃戦となる。バージニアの支持者はグレースとダニエルを連れて逃げ、モーガンは二人を救うために負傷したバージニアを連れて逃げる。モーガンとバージニアはシェリーと仮面の男たちに襲われたのち、元ダム谷に行って仲間と合流する。ストランドの仲間たちと仮面の男たちが押し掛けてバージニアの命を要求し、一触即発となる。バージニアは実は娘であるダコタの命と引き換えに、グレースとダニエルを解放させて処刑を受け入れる。モーガンは処刑を思いとどまり、ストランドや仮面の男たちを説得して引き下がらせる。開拓者に解放された仲間たちが元ダム谷に来て合流するが、シェリーとストランドはとどまろうとしない。ジューンがバージニアを殺して去る。 |               |                                                              |                       |                                                    |                |                       |
| 79 | 10            | "取扱注意" "Handle with Care"                                | Heather Cappiello     | Ashley Cardiff & David Johnson                     | 2021年4月25日  | 1.10                  |
| ダニエルが牢の中から出来事を振り返る。モーガンは仮面の男たちを代表するシェリーと開拓者を代表するストランドを元ダム谷に呼び、「終わりは始まり」の落書きを描く共通の敵について話し合う。グレースが陣痛を起こし、モーガンはシェリーから装甲車を借りて医療機器を探しに出る。元ダム谷で原因不明の爆発が起き、ゾンビが引き寄せられる。ダニエルはグレースとチャーリーを避難させる。武器庫からは没収していた武器が消えている。ダニエルは武器泥棒を見つけるため、ゾンビを塀の中に引き入れる。ストランドが銃でゾンビを殺してドワイトを救ったため、ダニエルはストランドを武器泥棒とみなして捕らえ、殺そうとする。そこにモーガンが帰って来る。ダニエルが武器を隠したことが分かり、牢に入れられる。ジューンば元ダム谷に呼ばれてきて、ダニエルが精神障害を起こしかけていると診断する。ストランドはダニエルにロートンに住むよう誘い、一緒に去る。 |               |                                                              |                       |                                                    |                |                       |
| 80 | 11            | "ホールディング" "The Holding"                               | K.C. Colwell          | Channing Powell                                    | 2021年5月2日   | 1.03                  |
| ダコタの情報に基づき、アリシア、アルシア、ルシアナ、ウェスは、電気を使いゾンビを肥料にして作物を育てる地下の共同体"ホールディング"に潜入する。壁画を描き「終わりは始まり」のメッセージを書いたのは死んだと思われていたウェスの兄デレクだとわかる。ウェスとアルシアはデレクの部屋を調べ、タンクタウン、ロートン、そしてイザベルのグループの場所を示した地図を見つけ、"ホールディング"がタンクタウンを攻撃したことを知る。ウェスに問い詰められたデレクは、地上の人々をすべて殺すことが新たな世界を始める唯一の道だと答える。四人はデレクと一緒に逃げるが、幹部のライリーらに捕まる。ウェスは、自分がタンクタウンにいたことをデレクが知りながら攻撃したことを知り、乱闘の末に殺す。ウェスが合流し、四人は逃げ、防腐処理されたゾンビで埋まった部屋に入る。アリシアはゾンビを切り裂き防腐液に火をつけて火事を起こし、三人を逃がす。三人は元ダム谷に戻る。指導者のテディが囚われのアリシアに会い、彼女のような人を探していたと語る。                                                                            |               |                                                              |                       |                                                    |                |                       |
| 81 | 12            | "夢の中で" "In Dreams"                                       | Michael E. Satrazemis | Andrew Chambliss & Ian Goldberg & Nazrin Choudhury | 2021年5月9日   | 0.99                  |
| グレースは16年先の未来の繁栄した元ダム谷を訪れ、自分が産褥死して産んだ娘のアテナに会う。夢であることに気づく。心拍停止していたグレースが、現実世界で意識を回復する。ライリーに銃で脅され、グレースはモーガンを説得してエミールの持っていた鍵を渡させる。グレースは出産を生き延びるが、アテナは死産で生まれる。 |               |                                                              |                       |                                                    |                |                       |
| 82 | 13            | "じぇーでぃー" "J.D."                                        | アイシャ・タイラー    | Nick Bernardone & Jacob Pinion                     | 2021年5月16日  | 1.09                  |
| モーガンはグレースの死産をめぐりジューンを責める。ジューンはバージニアの手下のヒルを探し、キャンピングカーに乗った男に拉致される。ドワイトとシェリーはジューンを追い、シェリーはニーガンを殺したいと言う。ジューンを拉致した男は、ジョン・ドリーの父親の元警官のジョン・ドリー・シニアだと名乗る。シニアは、殺した死体を防腐処理し、「終わりは始まり」と唱え続けた連続殺人犯のテディを、かつて違法な手段で逮捕し、その罪悪感から、家族を捨てたと言う。"ホールディング"を率いるのが同じテディであると確信する。ジューンとシニアはヒルを探してジョンの小屋に行く。ヒルに殺されそうになるも、ドワイトとシェリーに救われる。4人はジョンを弔い、ジューンは亡夫の手紙を読む。シェリーはニーガンへの復讐をあきらめる。 シニアはジューンとともに元ダム谷の共同体に来て、テディは全ての生存者を殺すつもりだと警告する。 |               |                                                              |                       |                                                    |                |                       |
| 83 | 14            | "母さん" "Mother"                                            | Janice Cooke          | Channing Powell & Alex Delyle                      | 2021年5月23日  | 0.94                  |
| フラッシュバックで、刑務所にいたテディはゾンビのアウトブレイクに乗じて逃げる。現在、テディはアリシアを信者に加えようとする。新入りのダコタとアリシアを連れてスーフォールズに母親のミイラ化した死体を捕りに行く。帰り道、スパイク・ストリップにひっかかる。アリシアは野球場の仲間のコールに再会する。アリシアは、ホールディングの計画を知るため、テディを殺そうというコールの誘いを断る。コールはダグやヴィヴらとともに他人を殺して持ち物を奪う無法者の集団になったことを明らかにし、3人を捕らえてホールディングの場所を聞きだそうとする。ゾンビの群れが彼らを襲い、アリシアはコールを殺す。テディは鍵を使って陸に乗り上げた潜水艦の核ミサイルを発射し、地上の生存者を一掃するつもりだと知らされる。アリシアはテディを殺そうとするが、ダコタが裏切る。アリシアは無線でストランドに警告したのちにホールディングに捕らえられ、ホテルの地下シェルターに閉じ込められる。テディはアリシアが核爆発後に生存者を率いるにふさわしい人間だと語る。                                                                   |               |                                                              |                       |                                                    |                |                       |
| 84 | 15            | "潜水艦" "USS Pennsylvania"                                  | Heather Cappiello     | Nazrin Choudhury & Nick Bernardone                 | 2021年6月6日   | 0.87                  |
| テディとダコタは元乗組員のライリーとともに、潜水艦の核ミサイル発射を準備する。ルシアナは基地で潜水艦の図面を探し、モーガンのグループとストランドは潜水艦に入る。艦内ではゾンビ化した元乗組員が彼らを襲う。モーガンとストランドは二人で奥に進む。モーガンは危険を顧みずに進もうとするが、ストランドが武器を奪い、ゾンビでモーガンの足止めをして自分が先に進む。ストランドに銃を向けたダコタをモーガンが倒す。二人は制御室に入るが、テディとライリーは鍵を使い、テキサスの各所に向けた10個の核弾頭を持つミサイルを発射する。モーガンはテディとライリーを見逃して去らせる。 |               |                                                              |                       |                                                    |                |                       |
| 85 | 16            | "始まり" "The Beginning"                                     | Michael E. Satrazemis | Ian Goldberg & Andrew Chambliss                    | 2021年6月13日  | 1.05                  |
| モーガンが無線で核ミサイルの発射を人々に警告する。レイチェルはタイヤ交換中に重傷を負ったため、自分と幼児のモーガンを、モーガンの犬に結び付けた上で自殺する。ドワイトとシェリーは、ホールディングの残党に竜巻シェルターを奪われた家族を見つけ、シェルターを奪い返して中に避難する。テディは一緒に最後の時を迎えようとダコタを欺いて、隠していたシェルターに来る。シニアとジューンが二人に追いつき、シェルターに入る。避難を拒否したダコタはテディを殺した後、核爆発で死ぬ。ストランドは頑丈な建物に入り、歴史家のハワードに会って核爆発を生き延びる。モーガンとグレースは潜水艦内で自殺しようとするが、犬が引いてきたレイチェルのゾンビと赤子に会い、タンクローリーの下に避難して生き延びる。ダニエル、ウェス、ルシアナ、チャーリー、ラビ、サラ、ロリーは教祖を裏切ってシェルターの場所を教えると言うライリーを捕らえる。ダニエルはロリーをホールディングのスパイと見破って殺し、チャーリーはライリーを殺す。一行はダニエルが無線で聞いた座標に行き、アルシアが送った市民共同体軍(CRM)のヘリに救出される。 |               |                                                              |                       |                                                    |                |                       |

### シーズン7（エピソード）
| 通算 話数 | シーズン 話数 | タイトル                               | 監督                         | 脚本                                          | 放送日         | U.S.視聴者数 (百万人) |
| --- | ------------- | -------------------------------------- | ---------------------------- | --------------------------------------------- | -------------- | --------------------- |
| 86 | 1             | "のろし" "The Beacon"                  | Michael E. Satrazemis        | イアン・B・ゴールドバーグ & Andrew Chambliss  | 2021年10月17日 | 1.09                  |
| 核爆発で荒廃したテキサスで、ウィルはゾンビの服をはぎ取る"ストーカー"と呼ばれる集団から隠れて生き延びる。ウィルはストランドの"タワー"の共同体が送った偵察隊に捕まってタワーに連れてこられる。アリシアのネックレスを見せてストランドを彼女の元へ連れて行くと約束する。一行はストーカーに襲われてストランドとウィルが二人だけ生き延びる。二人はゾンビと化した地下シェルターの住民に襲われてアリシアの運命を心配する。二人はホテルの地下の無人のシェルターに入り、ウィルに残された"パドレ"と書かれた手紙を見つける。ストランドはタワーに戻り、灯台の照明を据え付けさせてゾンビを引き付ける。愛が共同体を率いる妨げになると言ってウィルを殺す。 |               |                                        |                              |                                               |                |                       |
| 87 | 2             | "6時間" "Six Hours"                    | Michael E. Satrazemis        | Andrew Chambliss & イアン・B・ゴールドバーグ  | 2021年10月24日 | 0.96                  |
| モーガンとグレースは潜水艦ペンシルバニア内で乳児のモーを育てるが、被爆を避けるために6時間の外出に縛られて食料の補給に苦労し、グレースは落ち込む。モーガンはグレースを説得して改造した車で潜水艦を出る。予想以上に荒廃した外界を見てグレースはさらに落ち込む。二人は車止めに妨げられ、被爆で死期の近いフレッドとビーに出会い、車を奪われそうになる。安全な"パドレ"の地について聞かされる。ゾンビと第三の男が襲う。グレースはモーを殺そうとしたフレッドを殺す。モーガンはゾンビと化していたフレッドとビーの娘エマを殺す。時間切れとなってモーガンとグレースは潜水艦に戻る。二人は調達に来たハワードの率いるストランドのグループに遭遇するが、グレースは仲間入りを断る。二人は潜水艦内で数か月もつ粉ミルクを見つける。第三の男は、モーガンが殺した賞金稼ぎエミールの双子の兄弟であることが分かる。男はゾンビと化したエミールの頭を抱え、モーガンに復讐を誓う。 |               |                                        |                              |                                               |                |                       |
| 88 | 3             | "シンディ・ホーキンス" "Cindy Hawkins" | ロン・アンダーウッド         | Nick Bernardone & Jacob Pinion                | 2021年10月31日 | 0.87                  |
| ジョン・ドリー・シニアとジューンは死んだテディが残した地下シェルターで暮らし、ジューンが設定した外に出られるまでの期間を過ごす。だが地下シェルターでは落盤が起こり始め、奥に連続殺人犯のテディが死体を防腐処理した部屋が見つかる。シニアはテディの最後の犠牲者のシンディ・ホーキンスの遺体が見つかっていないことが気になり始め、アルコールに浸って幻を見始める。防護服を着て外に出て、転化したダコタを始末し、"ストーカー"の3人の姿を見かける。ストーカーは無線でシェルターを出るよう求める。ジューンが外の世界を恐れるあまり、外に出られるまでの期間をでっち上げたことを告白する。シニアはシンディの遺体を探しに外に出る。ストーカーがシェルターに押し入るのを見かけて殺しジューンを救う。シェルターの壁の中にシンディの遺体を見つけ、シニアは心の平和を得る。シェルターは崩壊するが、ストランドの部下が来て二人を救い出し、タワーに連れて来る。モーガンが友人たちを探しにシェルターに来て、無線でストランドと話す。ストランドは、モーガンに作れなかった世界を建設すると言う。モーガンは、仲間を傷つければストランドを殺すと脅す。                                                                              |               |                                        |                              |                                               |                |                       |
| 89 | 4             | "共に呼吸を" "Breathe with Me"         | Tara Nicole Weyr             | Nazrin Choudhury & David Johnson              | 2021年11月7日  | 0.73                  |
| ヘリコプター事故の後、サラは仲間たちのいる砦で目覚めてウェンデルを探す。モーガンと無線で連絡がつく。モーガンに殺された双子の賞金稼ぎエミールの頭を抱え、復讐を誓うジョサイアに遭遇し、ウェンデルを探す代わりにモーガンを差し出す取引を交わす。二人はモーガンの犬ルーファスを使ってウェンデルの臭いを追って彼の持ち物を持つストーカーを見つけ、ウェンデルの壊れた車椅子を見る。サラはウェンデルが死んだと思い、悲しみのあまりジョサイアの車で事故を起こし、不発弾の核弾頭のそばに落下して、ゾンビに囲まれる。ジョサイアは助けに来たモーガンと闘うも、ルーファスがエミールの頭に噛まれる。ジョサイアはルーファスを安楽死させ、モーガンと和解する。モーガンとジョサイアはサラをストランドのタワーに連れて行く。ストランドはウェンデルがいることを認めるも、サラたちをタワーに入れようとしない。サラが来たことはウェンデルに言わないと約束する。ジョサイアは二人と別れる。ストーカーが核弾頭を回収する。 |               |                                        |                              |                                               |                |                       |
| 90 | 5             | "死ぬまで" "Till Death"                | レニー・ジェームズ           | Justin Boyd & Ashley Cardiff                  | 2021年11月14日 | 0.93                  |
| ドワイトとシェリーはダークホースを名乗り、自分たちの掟に従い悪者を取り締まりながら"パドレ"を探す。同居するラーソン家は不足する物資を理由に出て行こうとする。ストランドの手下が二人を捕らえ、かつての仲間で夫のクリフを探しに出て行ったミッキーを連れ戻すよう依頼する。二人は元レスラーのミッキーに会うが、ストランドはタワーからの秘密の脱出方法を口止めしたいだけだと聞かされる。ラーソン家が皆殺しにされ、ドワイトは一緒に安全なタワーに住むべきだとミッキーを説く。ミッキーは拒否し、シェリーと一緒にクリフを探すが、ジムでゾンビと化したクリフを見つけて始末する。ドワイトはストランドの依頼でラーソン家を殺した男を見つけ、置き去りにしてゾンビの群れの餌食にする。ドワイトはジムでミッキーとシェリーの窮地を救う。ミッキーはダークホースに加わる。3人はストーカーに待ち伏せされ、パドレを探す助けを求められる。 |               |                                        |                              |                                               |                |                       |
| 91 | 6             | "再生" "Reclamation"                   | Bille Woodruff               | Alex Delyle & Calaya Michelle Stallworth      | 2021年11月21日 | 0.88                  |
| 仲間たちを潜水艦に送り出した後、アルシアは一人で装甲車に戻る。モーガンは装甲車に来てアルシアに会い、命令に背いてアルシアの仲間を救ったイザベルを探すCRMの再生部隊に襲われる。アルシアは一緒にイザベルを救おうと言うモーガンとグレースを欺き、一人で再生部隊を砦におびき寄せ古い大砲で殺そうとする。だが再生部隊は二人を捕らえる。二人は逃亡し、追ってくる再生部隊を砦に連れて来る。アルシアは二人と協力して大砲で再生部隊を殺す。モーガンに自分をインタビューさせ、CRMがイザベルの居場所をつかんだことを知り、CRMのヘリコプターでイザベルのもとに向かう。イザベルに再会し、二人でCRMから逃げて新しい生活を始めようと言う。 |               |                                        |                              |                                               |                |                       |
| 92 | 7             | "肖像" "The Portrait"                  | Heather Cappiello            | Nick Bernardone                               | 2021年11月28日 | 0.94                  |
| ストランドは肖像画を描かせながら、タワーへの入場を望む者たちを断り続ける。モーガンが病気の娘モーガンをジューンに治療してもらうためにタワーに入る。ストーカーが放射性物質を詰められたゾンビを投石器でタワーに投げ込むと脅迫する。ストランドは毒を盛られる。モーガンはグレースに無線で連絡してストーカーを退ける。ストランドはモーガンが毒を盛ったことを知り。殺そうとする。グレースは自分と幼児がタワーに入り、汚染されたゾンビを判別する代わりに、モーガンの命を救う。モーガンは解放され、ドワイトとシェリーに再会し、アリシアの率いるグループの元へ連れて行かれる。放射性物質を詰められたゾンビがグループに接近して撃たれ、爆発して汚染が広がる。 |               |                                        |                              |                                               |                |                       |
| 93 | 8             | "バトレ" "Padre"                       | Michael E. Satrazemis        | Ian Goldberg & Andrew Chambliss               | 2021年12月5日  | 0.84                  |
| フラッシュバックで、アリシアはテディに”ホールディング"の後継者と指名されて監禁され、隠れていたウィルと知り合う。ウィルは"パドレ"が政府の安全な避難場所であると教え、ゾンビと化したパドレス議員だけが場所を知っていると言う。アリシアは議員に噛まれた腕を切断する。現在、ホールディングの残党を率いるアリシアは"ストーカー"の襲撃から逃れる。議員がパドレに向かっていると信じてモーガンとともに追うも、ストランドの一党に襲われる。議員はタワーに導かれてゾンビの集団に埋没し、パドレの捜索は失敗する。アリシアはゾンビと化したウィルに再会し、ストランドに復讐を誓う。 |               |                                        |                              |                                               |                |                       |
| 94 | 9             | "ついてこい" "Follow Me"               | Heather Cappiello            | Andrew Chambliss & Ian Goldberg               | 2022年4月17日  | 0.84                  |
| 高熱のアリシアは耳の聞こえない男ポールに助けられる。アリシアはアルノに襲われるが、ポールに助けられる。二人はアルノ達を罠にかけるも、ポールの犠牲のおかげでアリシアは脱出する。潜水艦に戻り、アリシアは仲間を集めてタワーを倒そうと計画する。アルノはゾンビが密集するクレーターを見つけて、タワーを手に入れる決意を固める。 |               |                                        |                              |                                               |                |                       |
| 95 | 10            | "キベリタテハ" "Mourning Cloak"        | レニー・ジェームズ           | Nazrin Choudhury & Calaya Michelle Stallworth | 2022年4月24日  | 0.79                  |
| チャーリーは警備隊員候補の若者アリに捕まってタワーに連れてこられる。チャーリーはタワーに入って暮らしたいという。ストランドの留守中の指揮を執るハワードは、放射能で汚染されたビルからエレベーターの部品を回収する試練を課してチャーリーを試す。同行するアリにはチャーリーの意図を探るよう密かに命令する。二人は恋に落ち、チャーリーは当初はモーガンの命令でタワーに潜入したと告白するも、今はタワーで穏やかな生活を送りたいという。アリはストーカーに襲われるがゾンビに襲わせて乗り切る。部品を得たのち、アリは一度はチャーリーを置き去りにしようとするが、戻ってチャーリーを救い、二人で一緒に逃げようという。だがチャーリーは倒れ、アリはタワーに連れて行く。チャーリーは致死性の放射能被爆をしていることが分かり、アリはチャーリーの代わりにモーガンの計画通りタワーの照明を消そうとする。これを見つけたハワードはアリを殺す。チャーリーも追い出そうとするが、ジューンが抵抗して留める。 |               |                                        |                              |                                               |                |                       |
| 96 | 11            | "オフェリア" "Ofelia"                  | アリシア・デブナム＝ケアリー | Alex Delyle & David Johnson                   | 2022年5月1日   | 0.74                  |
| 潜水艦に住むグループでは、ドワイトが武器の貯蔵場所を見つける。痴呆症の症状を見せ娘オフェリアの生存を信じるダニエルはさまよい出て、ルシアナとウェスが追う。3人はストーカーに捕まり、武器の貯蔵場所を尋問される。ダニエルは陸に上がったヨットがアビゲイル号であり、中にオフェリアがいると信じる。ダニエルは誤った場所を教えてストーカーを分散させて残ったアルノを始末し、何者かが核爆発でできた巨大クレーターから放射能汚染されたゾンビを逃していると聞く。ルシアナは生き残りのストーカーを説得して、タワーを奪う味方につける。ルシアナはオフェリアがタワーにいるとダニエルに嘘をつく。ルシアナの嘘に嫌気がさしたウェスはグループを離れてストランドのもとに行く。 |               |                                        |                              |                                               |                |                       |
| 97 | 12            | "サニーボーイ" "Sonny Boy"             | Ron Underwood                | Justin Boyd & Jacob Pinion                    | 2022年5月8日   | 0.72                  |
| 毒を盛られてパラノイアとなったストランドは裏切者を探して処刑し、無線機が部屋で見つかったハワードを疑う。ハワードは妻子がタワーを見つけることを願っており、ストランドに忠実だと誓う。乳児のモーが行方不明になり、ストランドはハワードとドリー・シニアにそれぞれモーを探させる。シニアはジューンがモーを盗み出してモーガンに渡そうとするのを見つけるも、ゾンビとともに洪水に遭う。シニアは重度の放射能傷害を負ったことをジューンに告白し、ストランドの相棒となってタワーとモーを守ることでレガシーを残したいと語る。ストランドが二人を救い、シニアは相棒になるためにハワードを陥れたと告白する。だがストランドはシニアにハワードを処刑させる。ハワードの家族は既に死んだと語る。ストランドが理性を失ったと見たシニアはストランドを殴り倒しモーを盗み出してモーガンに届けるも、ゾンビに噛まれて死ぬ。ストランドは、モーガンがタワーに入ればジューンとグレースを殺すと呼びかける。ストランドはウェスを相棒とする。 |               |                                        |                              |                                               |                |                       |
| 98 | 13            | "救命ボート" "The Raft"                | Gary Rake                    | Nazrin Choudhury & Nick Bernardone            | 2022年5月15日  | 0.74                  |
| ドワイトとシェリーは出会った女性をタワーに送る。シェリーは、ドワイトがストランドと取引をして"救世主"の一員だったころに戻ることを恐れる。モーガンはモーを連れて逃げ、タワーを守っていた大群のゾンビを後に引き連れることで、夜までにタワーを攻撃する機会を作る。アリシアに再会し、クレーターにゾンビを閉じ込めようとするが、何者かがクレーターに昇り板を下ろしてゾンビを脱出させている。モーガンからモーを託されたドワイトとシェリーは、ウェスと警備隊に追われてシェルターに入る。火災サイレンを鳴らしてシェルターにゾンビを誘い込んで閉じ込め、自分たちは排水溝から逃げる。シェリーは妊娠していると告白する。潜水艦では放射能が漏れるて住めなくなる。モーガンとモーを潜水艦の救命ボートで逃がし、アリシアは残りの仲間を率いてタワーを攻撃する。 |               |                                        |                              |                                               |                |                       |
| 99 | 14            | "天の摂理" "Divine Providence"         | Edward Ornelas               | Alex Delyle & David Johnson                   | 2022年5月22日  | 0.66                  |
| アリシアと仲間たちはタワーの前に集まる。ストランドは交渉だと称してアリシアをタワーに招き入れ、ダニエルも勝手について来る。ストランドは手下に、クレーターで放射能に汚染されたゾンビをタワーに誘導するよう命令し、タワーに照明をつけてゾンビを集める。アリシアはストランドを銃で脅迫し、照明を落とすよう求めるも、倒れて銃を奪われ余命が長くないことを知られる。ストランドはアリシアの残りの時間をタワーで共に過ごす条件で照明を消すことに同意する。これを聞いたウェスと警備隊はストランドに従わず歯向かう。ストランドとアリシアは地下牢に閉じ込められたダニエルの助けを得るが、ダニエルはオフェリアが生きている妄想にとらわれている。ストランドはダニエルを死にかけたチャーリーに会わせて妄想から解放する。ストランドとアリシアは照明を消そうとしてウェスと警備隊に捕らえられる。ダニエルが警備隊を殺し、ストランドはウェスを殺す。ダニエル、ジューン、ウェンデル、グレースが外に出て仲間たちに再会し、タワーに入れる。アリシアが自分を決して許さないと悟ったストランドはアリシアを裏切るも、圧倒される。アリシアは照明を消し、パドレであるタワーに来るよう放送で呼びかけるも、意識を失いタワーには火災が起きる。 |               |                                        |                              |                                               |                |                       |
| 100 | 15            | "アミナ" "Amina"                       | Michael E. Satrazemis        | Ian Goldberg & Andrew Chambliss               | 2022年5月29日  | 0.60                  |
| アリシアは浜辺で目覚める。仲間たちはタワーの火災とゾンビの群れから逃げ、放射能汚染されたゾンビが広がるのを恐れてボートでテキサスから逃げようとする。高熱を発しいつ転化するかもしれないアリシアは、友達を探す防護服を着た少女の幻を見て、後を追いタワーに入る。絶望したストランドを見つけ、少女は自分であり、その友達とはストランドであることを知る。海上のモーガンと無線で話す。転化を恐れ、ストランドを加え船出する仲間たちには加わらず、意識を失う。後に回復して目を覚まし、人々がパドレを探す手伝いをするつもりだと少女の幻に語り、歩み去る。 |               |                                        |                              |                                               |                |                       |
| 101 | 16            | "消失" "Gone"                          | Sharat Raju                  | Andrew Chambliss & Ian Goldberg               | 2022年6月5日   | 0.71                  |
| ルイジアナ州で、モーガンはマディソンに救われるもモーを奪われる。マディソンは野球場の火災で肺を損傷して頻繁に酸素吸入を必要とし、自分の子たちを探す助けと引き換えに子供を誘拐してはパドレに渡している。モーガンはマディソンに、モーを取り返せればニックとアリシアの居場所を教えると嘘をつく。モーガンとマディソンは、パドレの信頼を得るために妊娠したエヴァを渡そうとする。だがエヴァはマディソンに奪われた娘をパドレから取り戻すために妊娠したふりをしている。モーガンはニックとアリシアが死んだことをマディソンに告白する。子供を奪われた親たちはマディソンを襲い砂に埋めるも、モーガンが助ける。親たちはパドレに殺されてゾンビに転化している。モーガンは仲間をパドレに売る約束をし、マディソンとともに目隠しされてパドレへ向かう船に乗せられる。 |               |                                        |                              |                                               |                |                       |

### シーズン8（エピソード）
| 通算 話数 | シーズン 話数 | タイトル                                            | 監督                       | 脚本                                                 | 放送日         | U.S.視聴者数 (百万人) |
| --- | ------------- | --------------------------------------------------- | -------------------------- | ---------------------------------------------------- | -------------- | --------------------- |
| 102 | 1             | "奪われた人生" "Remember What They Took from You"   | Heather Cappielo           | イアン・B・ゴールドバーグ & Andrew Chambliss         | 2023年5月14日  | 0.56                  |
| ジョージア州沖のパドレ島に連行されたモーガンとマディソンはモーを救出する。7年後、酸素ボンベを必要とするようになりラークと呼ばれるマディソンは、モーの救出に関与した罪で投獄され度々自殺を図る。パドレのために訓練を受けるレンという少女が、マディソンから戦闘術を習おうとする。マディソンはレンがモーであることに気づき、二人で島を脱出してナイチンゲールと呼ばれるモーガンに出会う。島の方が安全だと信じ、パドレのために親のいない子供を集めるモーガンは、二人をパドレに戻そうとする。だが三人は沼地でゾンビに襲撃されてハウスボートに避難する。そこでモーは過去の記憶にある品々を見つける。モーガンは7年前にもゾンビに襲撃されて、安全のためにモーをパドレに渡したと認める。ゾンビが殺到するも、ヘロンと呼ばれるグレースが三人を救出する。パドレに幻滅したモーは一緒に逃げようと、義理の両親であるモーガンとグレースに求めるも、二人はモーをパドレに戻す。マディソンは再び拘留され、モーガンは解雇される。モーは幻滅を隠し島に戻って訓練を再開する。 |               |                                                     |                            |                                                      |                |                       |
| 103 | 2             | "ブルージェイ" "Blue Jay"                           | Heather Cappielo           | Andrew Chambliss & イアン・B・ゴールドバーグ         | 2023年5月21日  | 0.47                  |
| ジューンは孤独に暮らし、パドレを襲撃しては人差し指を切り落とす。パドレに対抗し、誘拐された娘ハンナを捜すエイドリアンに協力を求められるが断る。パドレのグループを麻酔銃で眠らせ、それが虫垂炎の息子フィンチを診療所に連れて行く途中のドワイト（レッドカイト）とシェリー（スターリング）と知る。ボートは損傷し、フィンチの手術のために列車を改造した医療施設に連れて行く。ジューンはかつてパドレではブルージェイと呼ばれ、指導者シュライクに強いられて、アリシアの例を参考に放射線で転化を防ぐ人体実験を行ったことを告白する。その後シュライクの人差し指を切り取って逃亡したと言う。エイドリアンはハンナの転化した姿を見つけて絶望し、自らゾンビに噛まれる。ジューンがフィンチを手術する。ドワイトとシェリーはフィンチを連れてパドレから逃げたいと語る。パドレの兵が現れて三人を捕らえる。シュライクは転化したエイドリアンにフィンチを噛ませて、ジューンに放射線による治療を強制し、復讐にその人差し指を切断する。マディソンは護送される途中、モーガンの逃亡を助ける。 |               |                                                     |                            |                                                      |                |                       |
| 104 | 3             | "オデッサ" "Odessa"                                 | ロン・アンダーウッド       | Andrew Chambliss & イアン・B・ゴールドバーグ         | 2023年5月28日  | 0.47                  |
| 12年前、アメリカ陸軍のクレニック将軍は、文明を再建するためにパドレが備蓄していた物資を配布しようとする。しかし、ウォーカーが造船所を制圧し、クレニックは死亡する。彼は死ぬ間際に、子供たちのサムとベンにパドレの使命を継続するよう託す。現在、フィンチの放射線治療は成功する、シュライクはマディソンにも同様の実験をするよう命じる。モーはダヴと同行して列車を見つける。ジューンは旧知のマディソンを救うためにシュライクを捕らえ、ダヴも説得されて同行する。ダニエル率いる、パドレにさらわれた子供たちを救おうとする親たちのグループに遭遇する。シュライクを人質にして、マディソン、ジューン、ダヴは島に戻り、パドレと対峙する。シュライク(サム)とその弟のクレーン(ベン)が父に代わりパドレを名乗っているとわかる。姉弟は、パドレが子供たちを守ってきたと語る。ダヴの名がオデッサ・サンダーソンであり、その母親はマディソンが娘を救出できると説得したためにルイジアナで亡くなったことが判明し、ダヴはマディソンを攻撃する。パドレの兵がマディソンとジューンを捕らえるが、ダニエルが二人を救出し、モーガンを見つけると誓う。造船所に戻ったシュライクは、父親の遺志に従って造船所のウォーカーを一掃し、コンテナの中にある物資を手に入れて、パドレの拡張を始めるとクレーンに告げる。 |               |                                                     |                            |                                                      |                |                       |
| 105 | 4             | "キング郡" "King County"                            | Kenneth Requa              | イアン・B・ゴールドバーグ & Andrew Chambliss         | 2023年6月4日   | 0.46                  |
| モーガンは、転化して閉じ込めた息子デュエインを埋葬するため、ジョージア州キング郡に戻る。後を追ってきたグレースとモーも合流する。ドワイトとシェリーは、フィンチの自由と引き換えにモーガンを捕らえるようシュライクに命令されて来る。かつてモーガンが、転化した妻のジェニーを殺すことを躊躇したために、デュエインが噛まれたことが分かる。パドレの援軍が到着し、その監視の下でモーガンはデュエインを探すも見つからない。シュライクはモーガンの殺害を命じる。ドワイトとシェリーは背き、無線でフィンチにシュライクを攻撃させ、パドレの援軍を殺す。グレースは、放射線障害により死期が近いと告白する。モーは、燃えさかるモーガンの家の屋根裏部屋で鎖に繋がれていたデュエインを見つける。モーガンはデュエインを撃ってモーを救い、ジェニーとデュアンを埋葬する。だがグレースが噛まれる。モーガンはドワイト、シェリー、フィンチと合流し、グレースをジューンに治療させようとする。 |               |                                                     |                            |                                                      |                |                       |
| 106 | 5             | "あなたがくれた時間" "Till More Time Than You Know" | Heather Cappielo           | David Johnson & Calaya Michelle Stallworth           | 2023年6月11日  | 0.55                  |
| モーガンらは、グレースにジューンの放射線治療を受けさせようとする。シュライクはモーガンに、造船所のウォーカーを一掃してコンテナ内の物資を得られれば許すと取引を持ちかける。だが武装グループを率いるダニエルは危険すぎると助力を断る。グレースは治療を諦めて、家族で暮らすための物資を密かに集めていたパドレの中継所で最後の時間を過ごしたいと願う。フィンチの感染症が再発し、放射線治療の効果も疑問となる。モーガンもグレースの治療を諦めるが、モーはあきらめられずにグレースを列車に連れて行き、ダヴら子供たちを説得し、無線でジューンの指示を聞きながら放射線治療をする。だがグレースはモーに感謝しながら息を引き取り、モーガンがやってきて、転化したグレースを始末してモーを救う。モーはモーガンの意に反し、ダヴら子供たちと一緒に造船所のゾンビを一掃すると決める。シュライクはモーガンを列車に閉じ込める。 |               |                                                     |                            |                                                      |                |                       |
| 107 | 6             | "過去との闘い" "All I See Is Red"                   | Michael E. Satrazemis      | Andrew Chambliss & イアン・B・ゴールドバーグ         | 2023年6月18日  | 0.46                  |
| グレースを失ってモーガンはしばしば正気を失いながら、マディソンやダニエルのグループと協力して、造船所のゾンビと戦うモーを救おうとする。ハウスボートにたどり着いたモーガンは、7年前にも正気を失ってモーを失ったことを思い出す。シュライクは転化した父に噛まれる。マディソンはシュライクの父の双眼鏡から座標を手に入れる。クレーンはシュライクを始末した後、ジューンにパドレから追放される。マディソンとジューンはパドレにとどまり、かつての行動の償いをしようとする。モーガンはモーと旅立ち、リックを探す。フィンチを失くしたドワイトとシェリーは別れる。ストランドのサングラスとアリシアの義手を持つ何者かがマディソンの放送を聞く。 |               |                                                     |                            |                                                      |                |                       |
| 108 | 7             | "Anton"                                             | ダナイ・ガルシア           | Nazrin Choudhury & Justin Boyd                       | 2023年10月22日 | 0.54                  |
| ヴィクター・ストランドはアントンと名乗り、ドイツ人共同体でフランクを夫としクラウスを義理の息子として暮らす。マディソンが追われて共同体に来るも、ストランドは過去を悔いて忘れるために、当初は救おうとしない。マディソンを追うグループはトロイ・オットーに率いられ、ホテルのドイツ人共同体を制圧する。トロイはマディソンに片目を奪われたことを恨み、パドレを得たいと望む。ダニエル、ジューン、シェリーらのグループが来てトロイのグループから人々を救出する。トロイはアリシアを殺したと主張して彼女の義手を渡す。 |               |                                                     |                            |                                                      |                |                       |
| 109 | 8             | "Iron Tiger"                                        | S.J. Main Muñoz            | Nick Bernardone & Jacob Pinion                       | 2023年10月29日 | 0.52                  |
| マディソンは娘アリシアを探して片腕のないゾンビを調べ、トロイに復讐しようとする。ガソリンを必要とするマディソン、ダニエル、ストランドは、パドレのために石油を精製して来たルシアナと、パドレにより治療されたチャーリーに再会する。マディソンはチャーリーがニックを殺したと知って憤り、代償にトロイを殺すよう求める。トロイはチャーリーを捕らえ、パドレの場所を聞き出そうとするも、チャーリーは自殺して秘密を守る。トロイの娘トレーシーが行方不明になる。トロイは娘の母親がマディソンのせいで死んだと言う。マディソンは、トロイがアリシアの捜索を混乱させるためにゾンビの片腕を切り落としていたと知る。ダニエルとルシアナはチャーリーの死を招いたマディソンに怒る。マディソンは一人で去る。 |               |                                                     |                            |                                                      |                |                       |
| 110 | 9             | "Sanctuary"                                         | Phil McLaughlin            | Justin Boyd & David Johnson                          | 2023年11月5日  | 0.50                  |
| フィンチを失い苦しむドワイトは、サンクチュアリを根城とするグループにインシュリンを奪われたと言う男ジェイに会う。グループのメンバーを溶鉱炉に押し込んで殺し、インシュリンを持ち帰るもジェイは既に死んでいる。ジューン、シェリー、ダヴに、トロイからパドレを守る戦いに参加するよう頼まれるも断る。ダヴがグループに撃たれ、ドワイトらはサンクチュアリに連れて行って手当てをしようとする。フィンチを失ったトラウマからジューンは自ら治療ができない。グループやゾンビが押し寄せ、ドワイトらは溶鉱炉に隠れ、建物が壊れてゾンビやグループを無害にするまで待つ。ジューンはダヴの治療に成功し、ドワイトはパドレに戻ってトロイから守ることにする。ストランドはトロイの娘トレーシーを捕える。 |               |                                                     |                            |                                                      |                |                       |
| 111 | 10            | "Keeping Her Alive"                                 | James Armstrong            | Nazrin Choudhury & Calaya Michelle Stallworth        | 2023年11月12日 | 0.47                  |
| ストランドとドイツ人共同体はトロイにホテルを奪われたためにパドレに移り住んでいる。ジューン、ドワイト、シェリー、ダヴはパドレの安全のためにストランドとトレーシーをトロイに引き渡そうとする。ストランドはトレーシーと一緒に逃げてマディソンに会う。トレーシーは、娘を埋葬したいと願うマディソンをアリシアの居場所に案内すると言う。ダニエルによって車から置き去りにされたストランドは、かつてアリシアに助けられたと言う女性たちに救われる。トレーシーは父トロイの嘘を信じ、ダニエルとマディソンを罠にかけるが、マディソンに脅されてアリシアがテキサスの屋敷にいると告白する。トロイのグループがルシアナのグループを襲い、多くが死ぬ。マディソンは、トロイが自分の牧場をゾンビに襲わせたように、パドレを破滅させるつもりだと思い当たる。 |               |                                                     |                            |                                                      |                |                       |
| 112 | 11            | "Fighting Like You"                                 | ハイファ・アル＝マンスール | Nick Bernardone & Jacob Pinion & Kelly Jane Costello | 2023年11月19日 | 0.44                  |
| トロイは手下にゾンビの群れを率いてパドレに向かわせるが、トラックが罠にかかって負傷し身動きが取れなくなる。トロイはマディソンと、群れの位置を教えるかわりにトレーシーに会わせてもらう約束を交わす。トロイの妻のセリーナはアリシアを見習い人々を救ったために殺されたと打ち明ける。クレーンが二人を捕えるが、マディソンはゾンビにクレーンを殺させ、トロイが沼でマディソンを救う。トロイはゾンビの群れの位置をマディソンの仲間に教えて始末させ、パドレへの脅威はなくなる。マディソンは、アリシアが二回目のチャンスをトロイに与えたために死んだと信じ、アリシアの義手でトロイを殺す。死ぬ直前、トロイはトレーシーがアリシアの娘であると告白する。 |               |                                                     |                            |                                                      |                |                       |
| 113 | 12            | "The Road Ahead"                                    | Michael E. Satrazemis      | Ian Goldberg & Andrew Chambliss                      | 2023年11月19日 | 0.44                  |
| マディソンはトレーシーと共にアリシアを探しに行こうとする。ラッセルはトロイの死の復讐にパドレに多くのゾンビを招き入れ、アリシアは生きているかもしれないと告白する。トレーシーはマディソンを撃ち、転化した父トロイを埋葬する。ストランドがトレーシーを見つけ、アリシアのメダルのおかげでトレーシーの弾丸を生き延びたマディソンが、自分を犠牲にしてゾンビを壊滅させたおかげでパドレの人々は生き延びたと語る。トレーシーは生きていたマディソンを見つけて手当てする。アリシアが二人の前に現れ、トレーシーは自分の子ではないと語る。仲間たちはマディソンが死んだと信じ、感謝の印としてパドレをマドレと改名する。ジューンとダヴはジョンの小屋へ向かう。ドワイトとシェリーは子供たちとサンクチュアリに向かう。ダニエルは愛猫スキッドマークに再会する。マディソン、アリシア、トレーシーはストランドに姿を見せた後、ロサンゼルスに向かう。 |               |                                                     |                            |                                                      |                |                       |

## 製作

### 企画
2013年9月、AMCはロバート・カークマンによる、異なる登場人物からなる『ウォーキング・デッド』の姉妹編を制作していることを発表した。2014年9月、AMCはカークマンとデイヴ・エリクソンによって脚本が書かれ、アダム・デヴィッドソンが監督するパイロットエピソードを発注した。製作総指揮はカークマン、エリクソン、Gale Anne Hurd、そしてデヴィッド・アルパートであり、エリクソンがショーランナーとなった。当初プロジェクト名はCobaltであった。2015年3月、カークマンはシリーズ・タイトルがFear the Walking Deadであると確認した。2015年3月9日、AMCは2シーズンを確約して発注し、2015年8月23日に始まるシーズン1は6エピソード、2016年に放送されるシーズン2は15エピソードであると発表した。

### 配役
2014年12月、4人の主要キャストが発表された。女性主役のマディソンはキム・ディケンズ、男性主役のトラヴィス・マナワはクリフ・カーティス、ニックはフランク・ディレイン、アリシアはアリシア・デブナム＝ケイリーとなった。2015年4月と5月、エリザベス・ロドリゲスとメルセデス・メイソンが役名が不明ながらレギュラーとして発表された。2017年11月、ウォーキング・デッドのキャラクター"モーガン"が、シーズン4にレギュラーとして登場することが明らかになった。

### 撮影
パイロット・エピソードの撮影は2015年初頭に開始され、2月に終了した。パイロット・エピソードはロサンゼルスで撮影され、残りの5回はバンクーバーで撮影された。残り5回の撮影は2015年5月11日に開始された。 アダム・デヴィッドソンはパイロットに続いて第2話、第3話の監督も行った。